# 銀河英雄伝説の戦役
銀河英雄伝説の戦役（ぎんがえいゆうでんせつのせんえき）では、田中芳樹の小説『銀河英雄伝説』、それを原作としたアニメ（OVA、DNT）に登場する、架空の戦役及び戦闘について記述する（一部非戦闘の項目を含む）。

## 概要
本項は、『銀河英雄伝説』の本編及び外伝で執筆された「創作上のリアルタイム」に登場する戦役、及び独立した戦闘を、原則として時系列に沿って記述する（原作発表順、アニメ製作順は時系列順とそれぞれ異なる）。戦役の中に含まれると思われる戦闘も、特記すべき戦闘に関しては別項を設けて記述する。一部戦闘／軍事行動とは呼べない事件・政争・騒動なども、物語上重要な場面であれば項目として含む。

## 本伝以前（西暦時代）

### 一三日間戦争
主に「飛翔篇」序章において、「地球衰亡の記録」と題して語られている熱核兵器戦。西暦2129年に地球統一政府（グローバル・ガバメント）が成立するまで90年にわたりつづいた動乱の時代の端緒となった。「一三日戦争」とも。
地球上の二大強国であった北方連合国家（ノーザン・コンドミニアム、NC）と三大陸合州国（ユナイテッド・ステーツ・オブ・ユーラブリカ、USE）により生じた戦争で、熱核兵器を互いに投射しあって両国の大都市群を「放射能の井戸」に変えただけでなく、敵国の資源利用を阻止するために無関係だった弱小国にも熱核兵器攻撃をくわえた。作中では、この出来事に由来して、多量の死の灰をもたらす熱核兵器による地表攻撃がタブーとなったとされる。
この戦争により両国は滅亡したが、北方連合国家の滅亡後に北米大陸に割拠した教団国家群（オーダーネイション）は、精神的にも肉体的にも人々を疲弊させる結果を招いた。2129年の地球統一政府誕生までつづいた戦乱によって世界の人口は約10億まで激減、食料生産力が甚大な損害をこうむったほか、宗教の支配力もいちじるしい低下を見せることとなった。

### シリウス戦役
「飛翔篇」序章において、「地球衰亡の記録」と題して語られている戦役。この戦役により、人類の政治的中枢だった地球は権力と武力を喪失し、作品本篇中の時代に到るまでに存在する意義と注目される価値の双方を失っていったとされる。また、この戦役で両軍に使用された私掠船戦術は、銀河連邦時代の「宇宙海賊」の祖となったとされる。
地球統一政府の成立後、人類は宇宙進出をすすめて超光速航行を実現し、恒星間移民が開始され植民星を増やしていった。しかし200年あまりのうちに、地球統一政府宇宙軍（地球軍）の綱紀弛緩と、資源の枯渇した地球による植民星への収奪が問題となってゆく。やがて植民星側が結束して地球に是正を要求すると、策謀を弄した地球側は反地球の急先鋒シリウス星系政府に地球に代わって人類社会を支配しようとする野心があると非難し、人類共通の公敵に仕立て上げて植民星の不満を抑圧しようとしたが、工作はむしろ諸植民星を反地球のあまりシリウスにつかせる結果となった。西暦2689年、地球軍は口実をつけて先制攻撃におよび、諸植民星軍に大勝してシリウスの主星ロンドリーナを制圧したが、腐敗しきった地球軍では掠奪、着服、非戦闘員の殺害といった行為が多発した。
さらに地球軍は、敗残兵狩りを名目にロンドリーナの天然資源が集まるラグラン市を包囲、内外の制止を押し切って行われた攻撃により殺戮、暴行、掠奪、破壊をほしいままにし、後に行った「再掃討」とあわせて死者125万人を生じさせた。地球軍は事態を矮小化して発表したうえ、反地球過激派に責任を転嫁したが、この「ラグラン市事件」に巻き込まれた生存者の中から、のちに「ラグラン・グループ」と呼ばれる4人（カーレ・パルムグレン、ウインスロー・ケネス・タウンゼント、ジョリオ・フランクール、チャオ・ユイルン）が現れる。
彼らラグラン・グループは2691年に集結して以降、反地球勢力の統合、低開発惑星の飛躍的な経済発展、実戦組織「黒旗軍（ブラック・フラッグ・フォース、BFF）」の統合、反地球陣営の権力掌握と謀略工作などに従事した。黒旗軍は初期には地球軍に敗北することもあったものの、ヴェガ星域会戦では地球軍の非凡な用兵能力を持つコリンズ、シャトルフ、ヴィネッティの三提督が協調と連絡を欠いた隙を突いて各個撃破により勝利を収めた。さらに三提督の不和を利用した策略によって彼らがことごとく排除されたため、以降の地球軍は有能な指揮官が欠如し、第二次ヴェガ会戦では6万隻の地球軍が8000隻の黒旗軍に敗れる醜態を示した。地球は資源供給を絶たれて孤立し、2704年、殺戮と破壊を伴う黒旗軍の全面攻撃によって地球の権力と権威は消滅し、人類社会におけるシリウスとラグラン・グループの覇権が確立された。
しかしラグラン・グループは、「シリウス戦役」終結の2年後、反地球陣営の指導者役を担ったパルムグレンが病死したことをきっかけに内部分裂をおこし、彼らが担った新秩序は2707年グループ最後の生き残りのタウンゼント暗殺をもって崩壊した。以後には黒旗軍の暴発と分裂がつづいた。途絶した「脱地球的な宇宙秩序」の再構築には90年を要し、西暦2801年になって銀河連邦が成立したことで宇宙暦がはじまる。

## 本伝以前（銀河連邦時代）

### 宇宙海賊の掃討
「黎明篇」序章において、物語の前史として語られる銀河連邦時代の出来事。
宇宙暦初頭当時の宇宙海賊は、辺境航路を脅かして物資補給の遅滞や安全保障費用の上積みを引き起こしており、銀河連邦は統治能力への不信や辺境開発意欲の低下を防ぐため対策を必要とした。銀河連邦は宇宙暦106年よりその掃討に着手し、M・シュフラン、C・ウッドといった諸提督の活躍によって2年後にはほぼ目的を達成した。こうした宇宙海賊は、当時の銀河連邦にあって間断なく生じる「社会上の疾患」のひとつではあったものの、適切に対処すれば死因になるようなものではなかった。
やがて銀河連邦が消極と退嬰の時代に入った宇宙暦200年代後半には、中尉当時のルドルフ・フォン・ゴールデンバウムが、「宇宙海賊たちのメイン・ストリート」と呼ばれていたベテルギウス方面において「ウッド提督の再来」と呼ばれる辣腕で宇宙海賊を掃滅したうえ容赦なく処断し、閉塞した時代にあって英雄として迎えられ、連邦政界に転じて政権を獲得するに到る。

## 本伝以前（帝国と同盟の接触まで）

### 皇帝ルドルフによる弾圧
「黎明篇」序章において、物語の前史として語られる銀河帝国成立直後の出来事。
宇宙暦310年に銀河帝国の樹立を宣言して戴冠、宇宙暦を廃して帝国暦に改めたルドルフ・フォン・ゴールデンバウムは、社会の綱紀粛正・弊風一掃を達成したが、強力な統制と管理を理想とする統治が、反対勢力に対する大規模な弾圧を生んだ。帝国暦9年、社会的弱者の徹底排除を望んで劣悪遺伝子排除法を発布しようとしたルドルフは、その極端な内容に鼻白んだ民衆と彼らの代表者としての議会共和派の抵抗に遭遇し、即座に議会を永久解散したうえ反対者に対する徹底的な弾圧を行った。社会秩序維持局が設置されて政治犯・思想犯を法に拠ることなく拘禁・懲罰し、犠牲者の数は40億人に達した。

### 皇帝ルドルフ死後の叛乱
「黎明篇」序章において、物語の前史として語られる銀河帝国初期の出来事。
帝国暦42年のルドルフ死去をきっかけに、共和主義者が帝国各地で叛乱を続発させた。しかし帝国は、ルドルフの指導力と個性を失ったとしても貴族、軍隊、官僚が強固な三位一体体制を作り上げており、叛乱軍は第2代皇帝ジギスムント1世の皇父（ルドルフの娘婿）である帝国宰相ノイエ・シュタウフェン公ヨアヒムの冷静沈着な指導により鎮圧された。殺害された叛乱参加者は5億人あまり、その家族で市民権を剥奪され農奴階級に落とされたものは100億人以上に達した。

### 長征一万光年
「黎明篇」序章において、物語の前史として語られる銀河帝国初期の出来事。自由惑星同盟建国の端緒として記述されている。
帝国暦164年、アルタイル第七惑星で奴隷労働を強いられていた共和主義者たち40万人が、青年アーレ・ハイネセンの発案になるドライアイスの巨大な塊を船体とした宇宙船「イオン・ファゼカス号」で脱出に成功すると、官憲の執拗な捜索をかわして別の惑星に到達、恒星間宇宙船80隻を建造して銀河系の深奥部へと逃れた。のちの歴史家に「長征一万光年」と称された半世紀以上の旅ののち彼らは安定した恒星群を発見し、帝国暦218年（宇宙暦527年）、バーラト星系第四惑星を根拠に自由惑星同盟の成立を宣言し、宇宙暦を復活させる。苛酷な旅の途上で指導者ハイネセンも事故死しており、初代の国民は16万人余であった。

### エーリッヒ2世による宮廷革命
銀河帝国の歴史上の事件。王朝史上もっとも悪逆の名が高い皇帝であるアウグスト2世（流血帝）の統治を終わらせた事件として語られる、帝国暦253年（宇宙暦562年）に生じた皇族エーリッヒ・フォン・リンダーホーフ侯爵（のちの皇帝エーリッヒ2世）による宮廷革命。
「史上最高の暴君」アウグスト2世が即位以来数百万の人々を殺戮するなか、従弟であるエーリッヒは禍が及ぶことを恐れて領地に戻っていたが、やがて近親者をほとんど殺しつくしたアウグスト2世から出頭を命じられた。エーリッヒは死を覚悟して決起したが、彼の呼びかけを受けてローエングラム伯コンラート・ハインツなどすでに皇帝を見限っていた三人の提督が参じ、戦意に欠けた討伐軍をトラーバッハ星域で撃破した。この戦いにおける討伐軍は降伏者が戦死者の20倍に達し、「全軍降伏の観があった」とされる。同時期にアウグスト2世は側近シャンバークによって殺害され、エーリッヒが皇帝に即位して帝国を再建することとなる。

## 本伝以前（帝国と同盟の接触以降）

### ダゴン星域の会戦
銀河帝国と自由惑星同盟とのあいだの最初の会戦。帝国による大艦隊の派遣をうけた同盟は建国以来最大の危機を迎えたが、帝国軍は同盟軍に完敗を喫し、ゴールデンバウム朝帝国軍の歴史において「けっして黄金の文字で記されることはない」記録のひとつに挙げられる敗戦となった。「ダゴンの殲滅戦」とも。本伝「黎明篇」序章において両国の慢性的な交戦状態と同盟の国力膨張の端緒となる出来事として初めて語られ、アスターテ会戦の描写でも故事として扱われる。外伝「ダゴン星域会戦記」において詳細に描写された。
宇宙暦640年/帝国暦331年2月、両軍の艦艇がはじめて接触したことにより、帝国は同盟の存在を認識するに至った。帝国は同盟への討伐軍をおこし、当時の皇帝フリードリヒ3世の三男ヘルベルトを司令官とした大艦隊を派遣するが、司令官人事には帝位継承者としての箔付けの意味が強く、幕僚の半数もヘルベルトが選んだ軍事経験のない「サロン仲間」にすぎず、実質的にはゴッドリーブ・フォン・インゴルシュタット中将ら残る半数の幕僚によって指導されていた。対する同盟では、リン・パオ中将を司令官、ユースフ・トパロウル中将を参謀長に任じて迎撃の準備を整えたが、両者は軍事能力に関しては高い評価を受けていたものの協調性に欠ける人物であった。
7月8日、同盟軍は回廊（後のイゼルローン回廊）付近で接近する帝国軍を発見し、同14日にはダゴン星域で戦闘状態に入るが、双方損害のない遭遇戦に終わった。帝国軍において事実上、作戦指導の責任者となったインゴルシュタットは、不安定で複雑な戦域の地理を考慮して戦力を集中し、同盟軍を消耗させる方策を選ぶ。しかし16日に帝国軍が最初の戦術的勝利を得たことで昂揚したヘルベルトは節度を失い、翌17日に全軍に攻勢を命じて部隊を分散させた。インゴルシュタットの正統的な戦法を想定していたリン、トパロウルらは困惑して精彩を欠いたが、19日に至ってヘルベルトが無意味な兵力分散を選んだことを推察し、帝国軍本隊への兵力集中を選ぶ。インゴルシュタットはなお最善を目指して作戦指導を続けたが、彼の指揮は戦域の地理的状況に対して精密にすぎて遊兵を生み、20日には敵味方の誤認を要因として帝国軍のパッセンハイム中将が戦死した。失態に激怒したヘルベルトは全軍に拙速な再集結を命じてしまい、帝国軍は同盟軍の包囲網に落ち込んで崩壊した。
帝国軍は生還率わずか8.3％という大敗を喫した。帝国は戦況不利ゆえの自主的撤退として敗戦を糊塗したが、ヘルベルトは虚脱状態で精神病院に幽閉されて帝位継承への道を失い、代わりにインゴルシュタットが全責任を問われて銃殺された。同盟にとっては、この戦闘以来、帝国内の異分子が亡命するようになり、国力を量的に膨張させるきっかけとなった。

### コルネリアス1世の親征
物語の前史として語られる、帝国と同盟との戦いのひとつ。皇帝コルネリアス1世の人となりを示す逸話として記述されている。
コルネリアス1世は、ダゴン星域の会戦の復仇を果たすために同盟への遠征を決意した（賢帝であった先帝マクシミリアン・ヨーゼフ2世を超えるための方策とも推論されている）。彼は前回の遠征を教訓に戦略面で準備を徹底するとともに、良識ある君主として事前に三度にわたり臣属を要求する使者を送ったが、ダゴンの勝利に酔い続けていた同盟政府は冷笑を返してコルネリアスの矜持を傷つけた。宇宙暦669年/帝国暦359年5月、司法尚書ミュンツァーの中止論を押し切って、コルネリアスは自ら前回以上の大艦隊を率いて帝都オーディンを発する。傲りのあった同盟軍の迎撃は二度に渡って粉砕されたが、帝都オーディンで起きた宮廷革命のため退却を余儀なくされ、以後は再親征におよぶだけの財政的・軍事的余裕を回復できなかった。
この戦いに関するコルネリアスの事績として特筆されている点として、彼には元帥号を濫発する奇癖があり、親征には58名もの元帥が従軍し、そのうち戦死者は35名に達した。しかし親征の失敗後は、死ぬまであらたに元帥号を与えることはしなかった。

### シャンダルーア星域での敗北
ゴールデンバウム朝銀河帝国軍の歴史において、「けっして黄金の文字で記されることはない」記録のひとつとして挙げられる敗戦。宇宙暦696年/帝国暦387年に生じた。

### テレマン提督麾下の兵士叛乱事件
ゴールデンバウム朝銀河帝国軍の歴史において、「けっして黄金の文字で記されることはない」記録のひとつとして挙げられる叛乱事件。宇宙暦711年/帝国暦408年に生じた。

### フォルセティ星域での敗北
ゴールデンバウム朝銀河帝国軍の歴史において、「けっして黄金の文字で記されることはない」記録のひとつとして挙げられる敗戦。宇宙暦722年/帝国暦419年に生じた。

### ファイアザード星域の会戦
外伝「螺旋迷宮」において、ブルース・アッシュビーと730年マフィアの経歴として挙げられる戦い。
宇宙暦738年/帝国暦429年に発生し、同盟軍は完全勝利を得た。この完全勝利をもたらした存在として「730年マフィア」がクローズ・アップされ、若く清新な人材集団として同盟市民を熱狂させた。ヤン・ウェンリーの推論によれば、この戦いで帝国からの亡命者マルティン・オットー・フォン・ジークマイスターが730年マフィアに惹かれ、帝国内のスパイ網からの情報の利用者としてアッシュビーを選んだとする。

### 第2次ティアマト会戦
外伝「螺旋迷宮」において、ブルース・アッシュビーの特に名高い経歴として挙げられる戦い。同盟軍は大勝利を収めたが、同盟軍の総司令官だったアッシュビーは戦死した。後に「螺旋迷宮」作中でこのアッシュビーの戦死について謀殺疑惑が取り沙汰され、ヤン・ウェンリーが調査を担当することとなる。クリストフ・フォン・ケーフェンヒラーは、帝国軍コーゼル大将の情報参謀としてこの戦いに参加し、同盟軍の捕虜となった。
宇宙暦745年/帝国暦436年12月、ティアマト星域において、帝国軍と同盟軍の大艦隊が対峙した。このうち同盟軍司令部は、宇宙艦隊司令長官ブルース・アッシュビー大将が指揮し、総参謀長アルフレッド・ローザス中将、第4艦隊司令官フレデリック・ジャスパー中将、第5艦隊司令官ウォリス・ウォーリック中将、第8艦隊司令官ファン・チューリン中将、第9艦隊司令官ヴィットリオ・ディ・ベルティーニ中将、第11艦隊司令官ジョン・ドリンカー・コープ中将と、全員が「730年マフィア」から成ったが、内部には過去になく対立と不協調があった。帝国軍にも一部にアッシュビーへの過剰な敵愾心があり、両軍とも内部意志の統一に問題があった。
12月5日に開始された戦闘では、同盟軍が痛打を浴びながらも帝国軍ウィルヘルム・フォン・ミュッケンベルガー中将やカイト中将を戦死させる。帝国軍は全軍の半数による繞回運動で同盟軍を包囲殲滅する策をとっていたが、同盟軍では12月8日から10日にかけて戦況が膠着するなかでアッシュビーが各艦隊からの抽出兵力を集成して主力部隊を編成し、戦域の外で繞回を試みる帝国軍主力を追尾した。膠着に耐えられず激発的な攻勢に出た帝国軍カルテンボルン中将が反転攻勢を受けて戦死したのをはじめ一進一退の攻防が続くも、帝国軍主力は繞回運動を完成させてウォーリックとファンの後背に出現。このため同盟軍は一挙に危地に陥ったが、すぐ後からアッシュビー直卒の同盟軍主力が突入し、帝国軍を挟撃するかたちに持ち込んで潰乱させた。激戦のなかで同盟軍ではベルティーニが戦死したが、帝国軍は40分間の交戦で将官の戦死者60名という損害を受けた。12月11日18時50分前後になって勝敗は決し、帝国軍はシュタイエルマルクの部隊を殿に敗走したが、直後アッシュビーは旗艦に流れ弾を受けて戦死する。
同盟軍では、アッシュビーを元帥に任じ、国葬をもって送った。なお、アレクサンドル・ビュコックはこの戦いに19歳の砲術下士官として従軍し、体験記が同盟軍の公戦史に収録されている。帝国軍は完敗を喫したが、憎むべきアッシュビーの戦死の報に狂喜乱舞し、都合よく忘れ去った。とはいえ戦闘終盤に生じたシュリーター大将、コーゼル大将ら将官60名という人的資源への莫大な損害から立ち直るために10年の歳月を要し、この交戦を称して「軍務省にとって涙すべき四〇分間」と呼んだ。当時、まだ平民出身の大将はごく珍しかったが、この会戦で貴族出身の高級士官に多数の戦死者が出て以来、しばしば現れるようになったとされる。

### パランティア会戦
外伝「螺旋迷宮」において、ブルース・アッシュビー死後の「730年マフィア」の逸話として挙げられる戦い。
宇宙暦751年/帝国暦442年、「730年マフィア」のひとりジョン・ドリンカー・コープは宇宙艦隊副司令長官としてこの戦闘を指揮したが、過去になく精彩を欠いた指揮で完敗し、戦死した。フレデリック・ジャスパーは救援に急行したが間に合わず、帰路にあった帝国軍に一矢報いたが、功績を独占するためコープを見殺しにしたという噂が立ってジャスパーとコープの遺族の間に亀裂を生じさせた。

### エル・ファシルの戦い
本伝「黎明篇」において、ヤン・ウェンリーの過去として説明される戦い。凡庸な士官だったヤンは、この戦いの結果生じたエル・ファシルからの民間人脱出を責任者として成功させる功績（「エル・ファシル脱出行」）を挙げ、「エル・ファシルの英雄」と称えられるとともに、初めて用兵に興味をいだいた。
宇宙暦788年/帝国暦479年、同盟軍エル・ファシル星系駐在部隊は帝国軍とのあいだに両軍1000隻前後の戦力で交戦し、両軍とも二割程度の損害を受けて戦闘は終結した。しかし同盟軍が帰投しようとした際、同様に帰投するよう偽装していた帝国軍が急速反転して同盟軍の後背を撃つと、同盟軍司令官アーサー・リンチ少将は恐慌をきたしたものか対処を放棄してエル・ファシル本星に逃げ帰ってしまう。残された同盟軍艦艇も司令官の逃走を知ってつぎつぎと戦場を離れ、あるいは破壊されるか降伏した。そのうちエル・ファシル本星に逃げ戻った兵力は艦艇200隻、将兵5万人程度であったが、帝国軍は一挙にエル・ファシルの「解放」を目指して兵力を三倍に増強し、300万人の民間人を擁するエル・ファシルは危機に陥った。
このとき、駐在部隊幕僚のヤン・ウェンリー中尉が民間人全員の脱出計画の責任者とされ、混乱の中で脱出の準備を整えた。やがてリンチは直属の部下とともに民間人を見捨ててエル・ファシル本星から逃亡におよんだが、ヤンはこのリンチの行動を囮としてエル・ファシル本星から民間人を脱出させる。リンチの逃亡を予期していた帝国軍は彼を追い回して降伏させたが、ヤンの脱出船団についてはレーダーで探知したにもかかわらず探知防御システムを持っているはずだという先入観から自然物と思い込んで見逃してしまった。民間人を後方に送り届けたヤンは、敗北と逃亡という同盟軍の不名誉を覆い隠す意味もあって軍首脳部から英雄として称えられ、大尉昇任後、数時間で少佐へ昇任するという事実上の二階級昇進をとげた。
この「エル・ファシル脱出行」の際、ヤンは当時14歳の民間人だったフレデリカ・グリーンヒルと知り合ったが、その後、自身の副官として再会するまで忘れていた。また、フランチェシク・ロムスキーは脱出行の民間協力者のひとりだったが、ヤンはこちらも忘れ去っていた。対して、逃亡して捕らえられたリンチは帝国内の矯正区に入れられたが、後から来た捕虜の証言によって白眼視されるようになり、酒に逃避していった。

### エコニア捕虜収容所の騒乱
外伝「螺旋迷宮」作中で生じる、ヤン・ウェンリーの赴任先である惑星エコニアの捕虜収容所での騒乱事件。収容所の参事官だったヤンは、事件の解決に一役買うとともに、赴任前に調査していたブルース・アッシュビー謀殺疑惑に関する謎の端緒を掴む。また、ムライ、フョードル・パトリチェフといった後の幕僚との知遇を得た。
「エル・ファシルの英雄」であるヤンの赴任を軍中央による秘密監察と思い込んだ収容所長バーナビー・コステア大佐が、自身の公金横領を糊塗するためヤンの抹殺をはかり、捕虜プレスブルク中尉を使嗾して捕虜の一団による脱走を起こさせた事件である。プレスブルクは夜間巡回中だった副所長ジェニングス中佐を人質として立てこもり、交渉によって交換してヤンと参事官補パトリチェフ大尉を人質とする。コステアが捕虜がヤンやパトリチェフとともに立てこもる居住棟を無差別攻撃しはじめる中、彼らは自ら人質に加わった捕虜中の最上位者クリストフ・フォン・ケーフェンヒラーの誘導によって、廃棄された通信用ケージ経由で脱出に成功し、逆にコステアを拘束した。
ヤンは上位の警備管区司令部に騒乱を報告し、参事官ムライ中佐が捜査を担当した。ムライは両者を審問したうえ、コステアの不正の物的証拠を挙げて公金横領の容疑で拘禁した。ケーフェンヒラーはヤンとパトリチェフの救出および収容所の不正暴露への貢献によって釈放され、ヤンとパトリチェフも転任となった。

### ラインハルトとキルヒアイスの初戦闘
外伝「白銀の谷」作中で生じる、当時15歳のラインハルト・フォン・ミューゼルとジークフリード・キルヒアイスの初陣となる地上戦闘。
宇宙暦791年/帝国暦482年7月、幼年学校を卒業し酷寒の惑星カプチェランカの帝国軍BIII前線基地に赴任したラインハルトとキルヒアイスは、基地司令官ヘルダー大佐の命令で同盟軍拠点に対する敵情視察任務に出るが、二人の乗る機動装甲車はラインハルトの姉アンネローゼを憎むベーネミュンデ侯爵夫人シュザンナの密命をうけたヘルダーに細工されており、水素電池のエネルギー不足のため基地から500キロほどの地点で立ち往生を余儀なくされた。ふたりは同盟軍の装甲車3台に遭遇したが、対装甲車ロケット・ランチャー、肉弾戦、液体酸素などの手段で敵兵を全滅させ、残った同盟軍の機動装甲車から水素電池、慣性航法システムのデータなどを奪取する。やがてラインハルトの死を確かめるためフーゲンベルヒ大尉がやってくると、ラインハルトは演技によって陰謀の黒幕を聞き出してからフーゲンベルヒを殺害した。
その後、同月中にBIII基地で帝国軍と同盟軍との間に戦闘が生じ、帝国軍が勝利したが、ヘルダーは交戦中にラインハルトを殺害しようとして逆に殺された。ヘルダーの扱いは戦死となったが、外伝「黄金の翼」では、ヘルダーが味方に殺害されたのではないかという「軍にとって不名誉な疑惑」を調査するという名目でグレゴール・フォン・クルムバッハ憲兵少佐がラインハルトのもとを訪れている。

### ハーメルンIIの戦闘と艦内での騒乱
OVA版の独自エピソードである外伝「叛乱者」作中で描かれる。ラインハルトとキルヒアイスが航海長と保安主任として乗り組むイゼルローン要塞所属の駆逐艦ハーメルンIIの哨戒中に生じた。
所属する第237駆逐隊の僚艦とともにイゼルローン回廊の哨戒に出たハーメルンIIは、アルトミュール恒星系で同盟軍の奇襲を受け被弾する。艦長アデナウアー少佐が重傷を負い、当時の艦橋で最高位だったラインハルトが指揮を引き継ぎ、同盟軍の伏兵を予測して僚艦とは別の行動を取ろうとした。駆けつけた副長ハルトマン・ベルトラム大尉は上位者として僚艦に続くよう命じるが、ラインハルトが指揮権の移譲を拒否するなか、僚艦は待ち伏せに遭って全滅。結局別行動を取ったハーメルンIIだけが生存したものの、ベルトラムはラインハルトの指揮権を奪い、拘禁した。
ハーメルンIIは機関部が損傷した状態で隠れ、同盟軍の遊弋する宙域からの脱出の方途を探るが、同盟軍部隊の接近を受けてベルトラムが軍規に則り自沈を選ぼうとする。事態を受け、平民の兵士を味方につけたキルヒアイスに解放されたラインハルトは、艦橋を制圧して指揮権を奪取すると、損傷を補うため恒星の表面爆発による加速を用いるというシュミットの提案に基づいて脱出を試みる。脱出作戦のリスクを恐れた一部の士官はベルトラムのもと指揮権の再奪取を試みるが、その過程で同じ平民の兵士たちへの蔑視が露呈したベルトラムが、平民出身のロルフ・ザイデル二等兵を射殺してしまう事態に至って、現れたアデナウアーのとりなしによりラインハルトが改めて艦長代理として正式な指揮権を得る。
ラインハルトの指揮のもと、ハーメルンIIは加速に成功、同盟軍のそばを高速で脱出し、イゼルローン回廊へと帰投した。アデナウアーは艦内での叛乱の存在を否定し、ラインハルトはハーメルンII生還と同盟軍侵入察知の功をもって大尉に昇進、転属する途を選んだ。ベルトラムは脱出直前、艦外作業中に危地に陥ったロルフの兄アラヌス・ザイデル伍長を救助して身代わりに殉職し、二階級特進となった。

### アルレスハイム会戦
外伝「汚名」の物語の前提となる交戦。帝国軍のミヒャエル・ジギスムント・フォン・カイザーリングが軍を追われるきっかけとなった。
宇宙暦792年/帝国暦483年、カイザーリング中将が指揮する帝国軍艦隊は、探知した同盟軍へ効果的な奇襲を行おうとしたところ、命令を無視した艦艇が過早に乱射をはじめたことで、同盟軍の逆襲をうけ潰走、追撃によって死傷者六割に達する一方的な敗北を被った。ゴールデンバウム朝銀河帝国軍の歴史上「けっして黄金の文字で記されることはない」記録のひとつに挙げられる、ひとえに帝国軍側の失敗によるこの敗戦によってカイザーリングは指導力の欠如した無能として軍事法廷で糾弾され、皇帝フリードリヒ4世の重病快癒の恩赦をうけて少将に降等されたうえ退役という処分を課せられた。帝国軍潰乱の原因は将兵が気化したサイオキシン麻薬で急性の中毒状態となったためであり、後方主任参謀クリストフ・フォン・バーゼル少将の責任に帰すべきものだったが、カイザーリングはバーゼルの妻ヨハンナを若い頃から一方的に愛しており、彼女を不幸にしないため沈黙を貫いた。

### 第5次イゼルローン攻防戦
外伝「黄金の翼」で描かれる、イゼルローン要塞を巡る帝国軍と同盟軍の戦い。少佐時代のラインハルトが駆逐艦エルムラントII号の艦長として、中尉時代のキルヒアイスが同艦の副長として参加し、執拗にラインハルトを狙うベーネミュンデ侯爵夫人の手先と対決する。イゼルローン要塞主砲「雷神のハンマー」への対処法として要塞側の艦隊と入り乱れることで使用を阻止する「並行追撃」が初めて示された戦闘であり、要塞主砲に対する以後の指揮官への教訓となった。
宇宙暦792年/帝国暦483年5月、同盟軍は宇宙艦隊司令長官シドニー・シトレ大将を総司令官に大軍を動員し、並行追撃策によるイゼルローン要塞攻略を試みた。同盟軍には、シトレの副官のひとりとして少佐時代のヤン・ウェンリーが参加したほか、第4艦隊司令官ドワイト・グリーンヒル中将、アレクサンドル・ビュコック（「提督」とのみ記載）が加わっていた。対する帝国軍はクライスト大将がイゼルローン要塞司令官、ヴァルテンベルク大将が駐留艦隊司令官だった。
要塞主砲射程外での緒戦は同盟軍が圧倒したが、帝国軍は後退して同盟軍を要塞主砲の射程内に誘い込むのが所定の策であり、やがて後退を開始した。しかし帝国軍が予定通り逃走に移ろうとした瞬間、同盟軍は全速前進して並行追撃で要塞主砲射程内に入り込み、味方の艦艇によって要塞主砲使用を封じられた帝国軍は狼狽する。肉薄した同盟軍は勝敗を決するため要塞に無人艦を突入させて史上初めてイゼルローンに傷をつけたが、恐慌したクライストに味方もろとも要塞主砲を撃つことを決意させる結果となり、要塞主砲の無差別攻撃を見たシトレは継戦を断念して全軍に退却を命じた。イゼルローン攻略には失敗したものの、シトレが行った並行追撃と無人艦突入作戦の組み合わせは「要塞攻略戦術において一つの頂点をきわめた」と評され、その功によりシトレはしばらくのちに元帥号を授与されている。

### ヘーシュリッヒ・エンチェンの同盟領潜入
OVA版の独自エピソードである外伝「奪還者」作中で描かれる。ラインハルトとキルヒアイスが艦長と保安主任として乗り組むイゼルローン要塞所属の巡航艦ヘーシュリッヒ・エンチェンによる同盟領への単艦潜入任務。後にラインハルト麾下となるアウグスト・ザムエル・ワーレンが副長として登場するほか、ナイトハルト・ミュラー、エルンスト・フォン・アイゼナッハが関与している。
帝国貴族ヘルクスハイマー伯爵が指向性ゼッフル粒子発生装置の試作機とともに同盟への亡命を企図したことから、ラインハルトの指揮するヘーシュリッヒ・エンチェンは統帥本部から亡命阻止の密命を受け、監察官ベンドリング少佐を乗せて訓練を名目に同盟領内に潜入する。フェザーン駐在武官のミュラーからの情報もあり首尾よくヘルクスハイマー伯爵の船を拿捕したものの、伯爵は一族とともに脱出ポッドの減圧事故で死亡し、伯爵令嬢マルガレータひとりが生き残りであった。発見された指向性ゼッフル粒子発生装置にもプロテクトがかけられていたため、ヘーシュリッヒ・エンチェンは伯爵の船ごと行動せざるをえず、遭遇した同盟の追跡部隊は撃破できたものの、イゼルローン要塞への帰還路の封鎖が予期された。そこでラインハルトは、マルガレータに伯爵の船で同盟に亡命することを認める代わりにプロテクトの解除コードを確保し、発生装置はヘーシュリッヒ・エンチェンへと移設される。同盟に亡命するマルガレータや、発生装置に付随していた門閥貴族の醜聞のデータに衝撃を受けて彼女に随行する途を選んだベンドリングと別れたヘーシュリッヒ・エンチェンは、指向性ゼッフル粒子をもって同盟軍の封鎖部隊を撃破し、回廊へ侵入。さらに同盟軍の追跡を受けたものの、アイゼナッハが艦長を務める補給艦が来援し、ヘーシュリッヒ・エンチェンに先行して物資を宇宙に放出するという奇策によってエネルギーを補給でき、追跡を振り切って要塞への帰投に成功した。

### ヴァンフリート星域の会戦
外伝「千億の星、千億の光」で描かれる、帝国軍と同盟軍の交戦。当時准将だったラインハルトがリヒャルト・フォン・グリンメルスハウゼン大将麾下のいち指揮官（指揮下の艦艇約200隻）として参加した。
戦闘は宇宙暦794年/帝国暦485年3月21日に開始され、序盤では両軍のごく一部による緩慢な撃ち合いに終始していたが、やがて両軍はたがいに相手の分断と孤立を試みて戦場を相対的な位置関係も把握しがたい混沌に陥らせるとともに、戦力の大部分を敵軍背後への繞回進撃に割き無意味な戦力分散を招くこととなった。連係が期待できない帝国軍と近似して総司令部と各艦隊の連絡が途切れていた同盟軍では、繞回進撃中の第5艦隊（アレクサンドル・ビュコック中将）にシャトルで反転帰投命令を出したが、ビュコックはこの命令を無視し、無理な帰投によって戦力を危険にさらすことを避けた。
老耄のグリンメルスハウゼンを戦力外とみなしていた帝国軍総司令部はグリンメルスハウゼン艦隊に第4惑星の第2衛星（ヴァンフリート4＝2）への移動を命じ、同艦隊は衛星北極に駐留、占拠した。しかし同衛星にはすでに南半球に同盟軍の後方基地があり、両軍間に地上戦が生じた（後述）。同盟軍第5艦隊は後方基地からの緊急通信を受けてヴァンフリート4＝2上空に急行し、帝国軍でもこれに呼応して全軍の主力を同宙域に移動させる。しかしボロディン中将の同盟軍第12艦隊をはじめとする両軍の戦力は狭い宙域に集中してなし崩し的な交戦に入ってしまい、収拾困難な状況となった。その後も戦闘は漫然と継続され、両軍の完全撤収によって終結した。

#### ヴァンフリート4=2での地上戦
外伝「千億の星、千億の光」で描かれる、帝国軍と同盟軍の交戦。ヴァンフリート星域の会戦の一部であり、准将だったラインハルトが帝国軍地上部隊の副将として参加した。
衛星ヴァンフリート4＝2に降下した帝国軍グリンメルスハウゼン艦隊では、地上戦の専門家ヘルマン・フォン・リューネブルク准将が地上偵察を実施して同盟軍基地を発見し、この破壊が決定された。対する同盟軍では、帝国軍来襲の可能性に応戦の準備を整えたが、基地司令官シンクレア・セレブレッゼ中将は後方勤務の専門家であって戦闘指揮向きではなく、防御にあたる各部隊の横の連絡が不十分だった。同基地の配備部隊には薔薇の騎士連隊も含まれていたが、同連隊はすでに偵察中の遭遇戦で連隊長オットー・フランク・フォン・ヴァーンシャッフェ大佐が戦死し、副連隊長ワルター・フォン・シェーンコップ中佐が連隊長代理を務めていた。
4月6日朝、帝国軍はリューネブルク准将の直接指揮のもと同盟軍基地に大挙来襲する。大兵力の展開に向かない地形であり、帝国軍の突入は三回撃退されたものの、同盟軍の善戦を圧して基地内への侵入をはたし、犠牲を出しつつも逆撃を排して基地司令部へと迫った。戦況は密度の高い混戦となり、帝国軍ではリューネブルク、ラインハルトのいずれも前線戦闘に直接参加したために、上空への同盟軍艦隊接近を受けたグリンメルスハウゼン艦隊司令部からの攻撃中止・撤退命令もすぐには実行されなかった。ラインハルトは基地司令部でセレブレッゼと遭遇して捕虜とし、帝国軍は基地破壊の目的を果たしたものとして撤退した。
ラインハルトはセレブレッゼを捕虜にした功績が賞されて少将に昇進し、リューネブルクも少将への昇進を得た。シェーンコップは司令官セレブレッゼを守れなかった責により大佐昇進による連隊長への正式就任は8月まで先延ばしされ、また薔薇の騎士連隊内の強者カール・フォン・デア・デッケン中尉や、シェーンコップの当時の愛人だった基地士官ヴァレリー・リン・フィッツシモンズ中尉は戦死した。この戦いで前線における補給と事務処理の最高権威だったセレブレッゼが捕虜（厳密には行方不明）となった同盟軍では、機密保持の観点もあってアレックス・キャゼルヌが准将に昇進して新たなシステムで物資補給をとりしきることとなる。

### 第6次イゼルローン攻防戦
外伝「千億の星、千億の光」で描かれる、イゼルローン要塞を巡る帝国軍と同盟軍の戦い。帝国軍では少将時代のラインハルトが1000隻単位の部隊を指揮して、同盟軍では大佐時代のヤンが作戦参謀のひとりとして、それぞれ参加した。この他、帝国軍ではウォルフガング・ミッターマイヤー、オスカー・フォン・ロイエンタール（ともに准将・小部隊の指揮官）、カール・グスタフ・ケンプ、フリッツ・ヨーゼフ・ビッテンフェルト（ともに大佐・戦艦艦長）、ウィリバルト・ヨアヒム・フォン・メルカッツ（大将）ら、同盟軍ではキャゼルヌ（准将・後方参謀）、シェーンコップ（大佐・薔薇の騎士連隊長）、オリビエ・ポプラン、イワン・コーネフ（ともに少尉・スパルタニアン・パイロット）ら、本伝における主要キャラクターの多くが参加した。
宇宙暦794年/帝国暦485年10月、同盟軍はラザール・ロボス元帥を総司令官として艦隊を動員し、機先を制してイゼルローン回廊の同盟側入口をおさえる。同盟軍の総参謀長にはグリーンヒル大将、作戦参謀にヤン大佐、アンドリュー・フォーク中佐、事実上の前線物資補給の総担当者としてキャゼルヌ准将が配され、対する帝国軍はグレゴール・フォン・ミュッケンベルガー元帥を総司令官とした。11月にかけての緒戦では、回廊入口周辺で小戦闘が繰り返され、相当の自由裁量を黙認されたラインハルトも戦闘を繰り返した。同盟軍は厄介な帝国軍指揮官の存在を察知し、ヤンの作戦案によって当のラインハルトを包囲したが、同盟軍は兵力を惜しんだためラインハルトは800隻もの損害を出しつつも脱出に成功する。
12月1日、同盟軍はイゼルローン要塞前面に展開し、要塞主砲の射程を避けつつ帝国軍との交戦に突入。同盟軍の作戦はウィレム・ホーランド少将の発案により、フォーク中佐からも類似の献策があったことで採用されたもので、要塞主砲の射程限界線上を完璧なタイミングで出入りする艦隊運動「D線上のワルツ・ダンス（ワルツ・ダンス・オン・ザ・デッドライン）」をとる同盟軍主力で帝国軍を陽動し、ミサイル艇の大群により要塞主砲の死角から要塞に徹底した集中攻撃を行った。この作戦は成功しかけたが、看破していたラインハルトがミサイル艇群を側面攻撃で蹴散らし、そのまま同盟軍主力を攻撃する。要塞主砲の射程により行動を束縛された同盟軍主力はラインハルト相手に多数を活かせなかったが、遅ればせながら帝国軍の諸艦隊が側面攻撃を企図して出撃してくると、ヤンの進言によって全予備兵力を投入した同盟軍とのあいだに要塞主砲射程内での混戦が生じてしまい、両軍が当初の戦術構想を見失って収拾困難な戦況となる。
やがて同盟軍はヤンの作戦案に基づいて全軍の大半を戦域の外縁部で再編することに成功し、帝国軍を挟撃して損害を与えたものの、ロイエンタール、ミッターマイヤーらの小部隊の攻撃によって阻止された。ラインハルトは凡戦に耐えかねて戦闘終結への作戦案を総司令官に進言し、ミュッケンベルガーは年少者の差出口に怒りを覚えつつも内容は戦理にかなうことを認め、ラインハルト自身を責任者として作戦を実行させる。ラインハルトは同盟軍の退路を断つそぶりで快速進撃し、捕捉を試みた同盟軍を逆撃し翻弄した。ヤンら一部の同盟軍幕僚は2000隻という少数のラインハルトの部隊を囮と察して危惧したが、心理的な弱点を突かれた同盟軍はラインハルトを追撃してしまい、いっぽうでメルカッツの指揮する帝国軍は堅実な作戦で同盟軍と距離をとったため混戦状態が崩れ、同盟軍に対して要塞主砲が使用されるに至った。同盟軍は全面退却に移り、戦闘は終熄した。
この戦闘中、帝国軍ではリューネブルクが亡命前の部下シェーンコップと白兵戦をもって戦い、敗死した。同盟軍のうち、後半の戦闘において柔軟で極度に機動的な艦隊運動で勇名を馳せたホーランドは、敗戦の中でも個々の戦闘で勝利して同盟軍の自尊心を救った一例となった機敏な戦闘指揮を評価されて中将に昇進した。

### 第3次ティアマト会戦
外伝「星を砕く者」で描かれる、帝国軍と同盟軍の交戦。当時中将のラインハルトが8000隻足らずを指揮する艦隊司令官のひとりとして参加した。
宇宙暦795年/帝国暦486年2月、帝国軍は、名目的には先年来の同盟軍の攻勢に対する報復、また内実としては特段の治績のない皇帝フリードリヒ4世の戴冠30周年を飾る目的から遠征軍を発する。対する同盟軍では第5、第9、第11の3個艦隊が迎撃に動員され、国防委員会はさらに2個艦隊の動員を約束していたが、その実施はいちじるしく遅れていた。同盟軍の総司令官であるロボス元帥はこの動員の遅れもあって戦場後方に残り、前線では先任の第5艦隊司令官ビュコック中将が指揮を統括することとなったが、第11艦隊司令官ホーランド中将は自由な行動権をもとめてビュコックの指揮に不服を主張した。
戦闘開始後、ホーランドは味方を無視して前進すると、帝国軍の予測をこえる、無秩序にも見える速度と躍動的な動きによって接近攻撃をかけ、帝国軍を狼狽させ、出血をしいた。しかし、その動きは補給を無視し他部隊との連係を欠いたものにすぎず、武勲を与えたくないミュッケンベルガーの恣意により後方に配されていたラインハルトの艦隊が戦闘を避けさらに後退しているのを見てとったビュコックと第9艦隊司令官ウランフ中将は第11艦隊を制止しようとし後退と再編を勧めたが、目前の戦況に昂揚したホーランドは勧告をはねつけて交戦を続ける。第11艦隊は帝国軍を翻弄しつづけるも、ついに攻撃の終末点に達して一瞬うごきが止まった瞬間にラインハルトが命じたわずか二度の三連斉射によって潰走し、ホーランドも戦死した。ラインハルト以外の帝国軍は第11艦隊を追撃したが、同盟軍はビュコックとウランフの連係により第11艦隊の残存兵力を回収しつつ帝国軍の突進を食い止め、本国へと帰還した。

#### グランド・カナル事件
外伝「星を砕く者」において、第3次ティアマト会戦の後に生じたとされる戦闘。
会戦後、帝国軍の再侵攻に備え辺境星区に配備された同盟軍への物資欠乏に対し、輸送船配備のミスにより近辺の民間船が100隻ほど雇用されて物資輸送にあたったが、ロボスが戦力保護のため「無理な行動」をつつしむよう訓令したために過剰反応した護衛艦艇が危険宙域の手前で引き返し、巡航艦グランド・カナルだけが残る事態となった。船団は2隻の帝国軍巡航艦と遭遇し、グランド・カナルは奮戦するも破壊されたが、民間船の被害は破壊1隻、捕獲1隻にとどまり、他は脱出か目的地到達に成功した。同盟軍は民間人の生命だけでなく自軍の名誉も救ったグランド・カナル乗員を称えた。この事件に関し、当時准将のヤンが立体TVのインタビューに答えている。
OVA版では第3次ティアマト会戦の前に時系列が変更されている。

### クロプシュトック事件
外伝「星を砕く者」において生じた、クロプシュトック侯爵による爆弾事件と、それに続くクロプシュトック領への討伐行。ラインハルトが爆弾事件に巻き込まれたほか、討伐に参加したミッターマイヤー、ロイエンタールの両名がラインハルトの知遇を得るきっかけとなった。
帝国暦486年3月、ブラウンシュヴァイク公爵オットーが私邸で開催した、皇帝フリードリヒ4世の臨席による高級士官の親睦パーティーの席上、かねてフリードリヒに対し逆恨みを持っていたクロプシュトック侯爵ウィルヘルムが自席に置き去りにしたケースが爆発し、多くの死傷者を出した。フリードリヒは体調不良で参加せず、また出席していたラインハルトや主催者ブラウンシュヴァイク公爵は生還している。領地に戻っていたクロプシュトックは大逆罪の未遂犯として爵位を剥奪され、正規軍と貴族の私兵を混成した討伐軍が派遣された。身内に被害を受けたブラウンシュヴァイク公が現役復帰して討伐軍を指揮し、フレーゲル男爵など多くの門閥貴族が参加したいっぽう、戦闘技術顧問としてミッターマイヤー、ロイエンタールなど専門職の軍人が複数同行した。費用を惜しまず傭兵を雇ったクロプシュトックに対し、戦闘技術顧問の指示にまともに従わず内輪もめも多発した討伐軍は苦戦したが、やがて叛乱は鎮圧され、クロプシュトックは自殺する。
鎮圧後、クロプシュトック侯領では住民に対する貴賤を問わぬ掠奪などの加虐的行為が横行した。その中で、ミッターマイヤーが掠奪・暴行・虐殺を行った貴族士官をブラウンシュヴァイク公の係累と知りながら軍規に基づき射殺し、体面を傷つけられたブラウンシュヴァイク公によって拘禁される事件が起きる。討伐軍の帝都帰還後、ロイエンタールから助けを求められたラインハルトは、引き換えに提示された両名の忠誠を受け入れてミッターマイヤーの命を救い、また軍務尚書エーレンベルク元帥と交渉して公的にも不問とさせた。
OVA版では時系列と展開が変更されて本伝序盤に差し込まれており、ラインハルトがミッターマイヤーとロイエンタールの忠誠を得る下りはいきさつが詳述されない別の事件の余波とされている。

### レグニツァ上空遭遇戦
外伝「星を砕く者」において描かれる、帝国軍ラインハルト艦隊と同盟軍第2艦隊との戦い。つづく第4次ティアマト会戦の前哨戦に位置づけられる。
宇宙暦795年/帝国暦486年9月、最高作戦会議中のフレーゲル男爵との口論をきっかけとして惑星レグニツァ周辺宙域の同盟軍部隊を捕捉・撃滅する任を与えられたラインハルト（大将）の艦隊は、パエッタ中将の率いる同盟軍第2艦隊と接触した。ラインハルトの下には艦隊参謀にエルネスト・メックリンガー（准将）、左翼集団指揮官にミッターマイヤー（少将）、右翼集団指揮官にロイエンタール（少将）がおり、同盟軍第2艦隊には次席幕僚にヤン（准将）のほか、艦隊旗艦にダスティ・アッテンボローが乗り組んでいた。
戦域はガス状惑星レグニツァの雲層内であり、密雲、強風、放電、高重力といった苛酷な自然環境のために、両軍とも艦隊運動や索敵、測的において大きな困難を生じた。嵐中の無計画な不意遭遇として始まった戦闘は、自然環境の助けもあって同盟軍の優勢に進んだが、劣勢をふみこたえたラインハルトによって同盟軍直下に集中投下された核融合ミサイルがヘリウムと水素からなる大気層を破壊すると、下方から吹き上げられたガス塊のために同盟軍の陣形は崩壊し、戦況は逆転する。敗勢を認めたパエッタは雲界外の上方へと退避を命じて戦域を離脱し、帝国軍も逆襲を避けて追撃することなく撤退した。
なお戦闘終盤、クロプシュトック事件の経緯でミッターマイヤーに恨みを持つ戦艦アルトマルク艦長コルプト子爵がミッターマイヤーの旗艦を攻撃する事件が生じたが、アルトマルクはミッターマイヤーの対処によって撤退する同盟軍から集中攻撃を受け破壊された。

### 第4次ティアマト会戦
外伝「星を砕く者」において描かれる、帝国軍と同盟軍の戦い。ラインハルト（大将）は帝国軍左翼部隊の司令官として将来の簒奪に向けた武勲と名望を得、また先立つレグニツァ上空遭遇戦とともにロイエンタール、ミッターマイヤー両将が初めてラインハルトのもとではたらき、暗黙の忠誠契約を完成させることとなった。またヤンも同盟軍第2艦隊の次席幕僚として参加したが、ヤン個人において特段の意義ある戦いとはならなかった。
9月11日、レグニツァ上空遭遇戦ののち両軍は主力を出動させ、ティアマト星域で相対する。帝国軍左翼部隊はミュッケンベルガーの意図によりラインハルトに任され、またレグニツァですくなからぬ損害を受けた同盟軍第2艦隊は後衛に配置された。ミュッケンベルガーはラインハルトを犠牲として最終的な勝利を得ることを企図して左翼部隊を単独で前進させ、同盟軍もミュッケンベルガーの狙い通り、帝国軍左翼部隊の不可解な動きを恐れて対応を取らなかった。しかしラインハルトは突然右方向に進路を変え、大胆にも敵前で旋回して、同盟軍左翼部隊の左側面に展開する。このラインハルトの動きを驚愕して見守るあいだに、両軍の主力どうしは至近にまで接近しており、そのまま交戦が開始された。
ラインハルトの動きにより、同盟軍左翼部隊は帝国軍右翼部隊と左に回り込んだ左翼部隊の双方から攻撃を受ける立場となったが、同方面を指揮するボロディン中将の手腕によりかろうじて部隊の崩壊はふせがれた。帝国軍は主力とラインハルト軍（旧左翼部隊）による半包囲的な配置となったが二つの戦力の連係を欠き、同盟軍は兵力の集中を得ていたものの戦術レベルより大きい対応を取る余裕がない状態で、戦況はラインハルトの部隊をのぞいて統制の取れない乱戦状態となる。同盟軍では一部隊をイゼルローン要塞方面への陽動に送り、退路の遮断を恐れた帝国軍主力を浮足立たせて全軍の秩序再編の余裕を得たが、帝国軍側も30分程度で陽動と感づき立ち直った（同盟軍陽動部隊は迂回して自軍との合流を試みたが、ロイエンタールに捕捉撃滅された）。やがてラインハルトはミッターマイヤーを先鋒に同盟軍の背後から中央突破に転じ、対応すべきエネルギーを枯渇させた同盟軍を完全に分断する。しかし、この時点で同盟軍は帝国軍主力に対しては優勢であり、後方を圧迫されたウランフが前方への全面攻勢に出たことで、帝国軍主力が危地に陥った。ラインハルトは帝国軍中央部隊を救うため曲線的に急速前進し、ウランフの率いる同盟軍主力を後退させた。さらにラインハルトは同盟軍を翻弄しつづけ、戦闘続行可能の限界に達した同盟軍は全軍退却を選び、またラインハルトの部隊を除いて同盟軍に劣らない損害を受けていた帝国軍もイゼルローン要塞への帰還を選んだ。
この戦闘で挙げた武勲により、すでにローエングラム伯爵家を継ぐことが決まっていたラインハルトは上級大将への昇進を確実とした。

## 本伝作中（黎明篇 - 風雲篇）

### アスターテ会戦
「黎明篇」において描かれる、『銀河英雄伝説』本伝で最初の戦闘。ラインハルトとヤンが初めて互いの存在を認識した戦闘であり、この戦闘での武勲によりラインハルトは帝国軍において元帥の階級を得て元帥府を開き、ヤンは同盟軍において少将・第13艦隊司令官の地位を得ることとなる。
帝国軍はラインハルト（上級大将）を司令官とする2万隻余の艦隊で、麾下にメルカッツ（大将）、ファーレンハイト（少将）ら5名の提督を擁した。同盟軍はパエッタ中将の第2艦隊、パストーレ中将の第4艦隊、ムーア中将の第6艦隊からなる3個艦隊4万隻余で、第2艦隊次席幕僚としてヤン（准将）、第4艦隊麾下にエドウィン・フィッシャー（階級不明）、第6艦隊幕僚としてジャン・ロベール・ラップ（少佐）が参加していた。
同盟軍は、合すれば帝国軍の2倍の兵力となる三個艦隊によって三方向から帝国軍を包囲する分進合撃を試みるが、ラインハルトは麾下の諸将の危惧を押し切り、包囲が完成するよりはやく、正面かつもっとも少数の同盟軍第4艦隊を急襲し、想定外の攻撃に困惑する第4艦隊を早々に撃破する。同盟軍第2、第6艦隊は事態の急変に対応しきれず各個に戦場へと急行したが、ラインハルトは第6艦隊を後背から襲撃すると、無理に反転しようとしたところを壊滅させた。
さらにラインハルトは第2艦隊を正面攻撃したが、第2艦隊旗艦の被弾により負傷したパエッタに代わり、ヤンが艦隊の指揮を継承する。紡錘陣形による中央突破を試みるラインハルトに対し、帝国軍の行動を予測したヤンは事前に用意していた作戦どおり、左右に分かれた第2艦隊に帝国軍両側面を逆進させた。ラインハルトは自軍に反転迎撃を許さず前進して同盟軍の後背を攻撃させ、両軍が互いの後背を攻撃しようとして輪状に連なる戦況が現出する。不毛な消耗戦を悟った両軍は次第に距離をおき、戦闘は終熄した。帝国軍は帰投し、同盟軍は第4、第6艦隊の敗残兵収容に移った。
同盟軍のうけた損害は帝国軍の約10倍に達し、第4、第6艦隊司令官も戦死したが、帝国軍も高級指揮官のうちラインハルトの命令を無視して反転を試みたエルラッハ少将を失った。同盟軍を撃破した武勲によって、ラインハルトは元帥・宇宙艦隊副司令長官として帝国軍宇宙艦隊の半数を指揮する身となり、元帥府を開いて多くの少壮気鋭の士官を提督として登用した。いっぽう、一矢を報いて「アスターテの英雄」となったヤンは、少将に昇進して第13艦隊司令官に任じられ、半個艦隊の戦力でイゼルローン要塞攻略を命じられる。

### 第7次イゼルローン攻防戦
「黎明篇」において描かれる、ヤンの指揮する同盟軍によるイゼルローン要塞奪取作戦。同盟軍が過去六度にわたり退けられてきたイゼルローン要塞を味方の犠牲を出すことなく奪ったヤンは同盟軍の英雄として称賛されるに至る。また要塞駐留艦隊の幕僚だったパウル・フォン・オーベルシュタインは、この戦いを機にラインハルトの麾下に入ることとなる。
同盟軍は、帝国軍を装って救援を求める偽の通信により駐留艦隊を誘き出すいっぽう、帝国からの亡命者で構成される陸戦部隊“薔薇の騎士”連隊が拿捕した帝国艦を用いてイゼルローン要塞へと潜入した。連隊長シェーンコップ大佐以下、帝国軍に変装した薔薇の騎士連隊は帝都からの緊急の通報を装って要塞司令官シュトックハウゼン大将への面会を求め、帝国軍は同盟軍が偽造しておいたIDカードの確認もせずに通した。指令室でシェーンコップはシュトックハウゼンを人質として要塞を降伏させ、管制コンピューターへの工作と睡眠ガスによって全要塞を無力化する。
通信妨害のなかイゼルローン回廊内で敵を捜索していた駐留艦隊は、要塞内部での叛乱という通報により急遽要塞へと戻るが、同盟軍占領下の要塞から要塞主砲“雷神の鎚”の攻撃を受ける。ヤンはすでに同盟軍が要塞を占拠したことを伝え、降伏ないし逃亡を勧告させたが、駐留艦隊司令官ゼークト大将は降伏を拒否して玉砕を命じる。ゼークトはヤンの命令により旗艦に集中攻撃を受けて戦死し、残った帝国軍は敗走した。
イゼルローンを陥落させた同盟は驚喜し、ヤンは「魔術師ヤン（ヤン・ザ・マジシャン）」「奇蹟のヤン（ミラクル・ヤン）」という歓呼で出迎えられた。ヤンはこれを機に辞職を試みるが却下され、中将へと昇進する。逆に帝国は震撼し、皇帝フリードリヒ4世が事態の説明を求める、帝国軍三長官が揃って引責辞任を申し出る（ラインハルトの弁護により留任）といった事態が生じた。戦闘中にゼークトを見限って駐留艦隊旗艦から脱出した幕僚オーベルシュタイン大佐は処断されかけたが、三長官を弁護した貸しを利用したラインハルトの元帥府に転属となった。

#### メディアミックスにおける翻案
OVA版では、要塞の警備主任レムラー中佐が抵抗して要塞の全機能を凍結させたため、要塞の中央コンピューターをおさえようとする薔薇の騎士連隊と守備兵とのあいだで白兵戦が生じる展開となっている。またDie Neue Theseでは、指令室への入室にあたり、不審を感じたレムラーがIDを認証できないとの虚偽でシェーンコップを阻止しようとするが、焦ったシュトックハウゼンに押し切られる。

### カストロプ動乱
「黎明篇」において描かれる、銀河帝国で生じた貴族叛乱。単なるラインハルトの腹心とみなされていたキルヒアイスが用兵の才能を示し、個人としての地歩を固めた事件として描写されている。
動乱の原因は、財務尚書として特権を濫用し不正な蓄財を行っていたカストロプ公オイゲンの事故死に際し、貴族の統制と国権の示威をかねて財務省が調査を試みたところ、息子マクシミリアンが調査を拒否したうえ、猜疑心にかられて私兵を集めはじめたことである。アスターテ会戦と同じ時期、シュムーデ提督の指揮する第一次討伐軍が送られたが敗北し、つづく第二次討伐軍も失敗する。マクシミリアンは勢力を広げようと隣接するマリーンドルフ伯爵領に侵攻するが、同伯爵家の警備隊は抵抗して帝都に救援を求めた。
ラインハルトの工作により第三次討伐軍を率いることとなったキルヒアイスは、カストロプ公領を攻撃するよう見せてマリーンドルフ伯領の包囲を解かせ、本領へ急ぐカストロプ軍を背後から攻撃して潰滅させた。マクシミリアンは脱出したが部下に殺され、叛乱は終結した。キルヒアイスは帝都進発から事後処理の完了までわずかに10日しか要さず、その武勲を称えられて中将に昇進した。

### 同盟軍の帝国領侵攻
「黎明篇」のクライマックスとなる、同盟軍による大規模な銀河帝国領への侵攻作戦。ラインハルトが迎え撃つ帝国軍を指揮し、ヤンも同盟軍第13艦隊司令官として参加した。同盟軍は戦線の長大化を軽視した投機的な作戦によって帝国軍の前に大敗を喫し、自由惑星同盟が国力、戦力の双方において著しく劣勢となる禍根を招いた惨敗として、本伝終盤までしばしば言及される。一連の戦闘は最終的な決戦場の名前から「アムリッツァ会戦」と称され、作中でもしばしば作戦全体を指してそう呼ばれる。
イゼルローン要塞の奪取後、軍部の青年高級士官らにより同要塞を橋頭堡として帝国領内に侵入する作戦案が最高評議会へ直接上程された。これを審議する最高評議会では、低迷する支持率の回復を帝国への画期的な軍事上の勝利に求める論調が生じ、有効投票数の2/3の賛成（評議員11名中、反対は国防委員長ヨブ・トリューニヒト、財政委員長ジョアン・レベロ、人的資源委員長ホワン・ルイ。ほか2名棄権）により侵攻が決定される。しかし作戦会議において立案者フォーク准将が示した計画は、明確な戦略方針もなく、帝国人民が同盟軍による解放を支持するといった希望的観測に支えられた、抽象的かつ楽観的なものに過ぎなかった。
遠征総司令官には宇宙艦隊司令長官ラザール・ロボス元帥、総参謀長にドワイト・グリーンヒル大将が配置され、総司令部の参謀中ではフォークが作戦参謀、キャゼルヌが後方主任参謀を務めた。参加兵力は第3、第5、第7、第8、第9、第10、第12、第13艦隊の8個艦隊をはじめ、陸戦部隊や非戦闘要員まで総動員数3022万7400名、同盟総兵力の6割に達した。対する帝国軍は、宇宙艦隊副司令長官であるラインハルトに迎撃を委ねた。
侵攻は宇宙暦796年/帝国暦487年8月に開始され、同盟軍はウランフ中将の第10艦隊を第一陣、ヤンの第13艦隊を第二陣として、帝国軍の迎撃をうけないまま一ヶ月のあいだ占領地を広げた。支配下の民間人は5000万人、のち1億人に達し、帝国軍に物資を徴発された彼らに「解放軍」として物資を供給せざるを得ない同盟軍の補給体制には著しい負担がかかったが、最高評議会は軍事的勝利のないままでの撤兵論を否決する。各艦隊には本国からの補給まで物資を現地調達するよう指令され、物資供与を停止した占領地で暴動が起きるなど、遠征軍はしだいに窮乏していった。ヤンやビュコックら前線の艦隊首脳部は帝国軍の攻勢が始まる前に撤退することを望んだが、フォークの介入もあって遠征総司令部に十分に伝達されないまま、帝国軍キルヒアイス艦隊が同盟軍前線への輸送部隊を撃滅し、あわせて帝国軍の反攻が開始される。
同盟軍第3艦隊はワーレン、第5艦隊はロイエンタール、第7艦隊はキルヒアイス、第8艦隊はメックリンガー、第9艦隊はミッターマイヤー、第10艦隊はビッテンフェルト、第12艦隊はコルネリアス・ルッツ、第13艦隊はケンプの率いる帝国軍艦隊と交戦し、多くが後退と敗走を余儀なくされた。第10艦隊はビッテンフェルトの黒色槍騎兵艦隊を相手に善戦するも半包囲からの脱出時に司令官ウランフ中将が戦死し、アッテンボローの指揮によって文字通りの全滅をまぬがれた。ヤンの第13艦隊だけが優勢に戦闘を進め、ケンプが再編のため艦隊を後退させた隙に退却したが、第7艦隊を敗走させたキルヒアイスに捕捉されて消耗を強いられる。やがて同盟軍各艦隊にはイゼルローン回廊への入口に近いアムリッツァ恒星系への艦隊集結が命じられ、察知した帝国軍も追随する。

#### アムリッツァ会戦
「黎明篇」終盤で描かれる、アムリッツァ星系に集結した同盟軍残存兵力と帝国軍の交戦。同盟軍は大敗を喫し、さらなる損害を出したが、ヤンの活躍によって全滅を免れた。
アムリッツァ恒星系に集結した同盟軍残存兵力の詳細は作中に明示されていないが、第5、第8、第13艦隊が言及されるほか、司令官を失った第10艦隊もヤンの指揮下に入ったとされ、後背に分厚い機雷原を敷設して陣を敷いた。帝国軍はラインハルトの率いる本隊が正面から同盟軍に挑んで引き付け、キルヒアイスが全軍の三割を指揮して同盟軍後背に回り込む策をとった。
緒戦ではヤンが先手を取って帝国軍ミッターマイヤー艦隊に痛撃を加えるも、ビッテンフェルト艦隊が突出して同盟軍第8艦隊と第13艦隊のあいだに割り込み、対応しきれなかった第8艦隊が深い傷を受けて瓦解した。ビッテンフェルトは続けて第13艦隊を格闘戦で撃破しようとしたが、判断が過早であり、逆に壊滅的な打撃を受ける。同盟軍は意外に善戦していたものの、回り込んだキルヒアイスが指向性ゼッフル粒子を用いて機雷原を爆破したことで、後背を撃たれた同盟軍の戦線は崩壊し、会戦の勝敗は決した。
同盟軍は総崩れとなり、ただ第13艦隊のみが踏みとどまって帝国軍の追撃に抗し味方の敗走を援護する。ラインハルトは帝国軍の戦線でもっとも弱くなっていたビッテンフェルト艦隊をキルヒアイスに援護させようとするが、キルヒアイスは敗走する同盟艦が起こしたパニックの対処に手間取り、その隙に第13艦隊は全力をビッテンフェルト艦隊に向けて退路を確保し、戦場から撤退した。アスターテに続いてヤンに完勝を阻まれたラインハルトは、怒りをビッテンフェルトの失敗へと向けかけたが、キルヒアイスになだめられて寛恕した。
同盟軍は一連の遠征の敗北によって2000万人以上の未帰還者を出し、ウランフ、ボロディンら熟練の指揮官も失われた。同盟の最高評議会メンバーは全員が辞表を提出し、遠征に反対したトリューニヒトが識見を称えられて暫定政権の首班となる。同盟軍の人事も刷新され、両トップには統合作戦本部長にクブルスリー、宇宙艦隊司令長官にビュコックが代わって就き、幕僚として遠征に関与したグリーンヒル、キャゼルヌらが左遷され、フォークも療養・予備役編入となった。ヤンは大将昇進のうえ、イゼルローン要塞司令官・要塞駐留艦隊司令官に任じられる。

### リップシュタット戦役
「野望篇」の帝国側描写の中心となる、ラインハルトと門閥貴族とのあいだで行われる内戦。皇帝フリードリヒ4世の死後、帝国宰相リヒテンラーデ公クラウスと結んだラインハルトと両者に反発する守旧的な門閥貴族の連合体が国政の主導権をめぐって争い、最終的にラインハルトが帝国の独裁権力を握るに至ったが、その過程でキルヒアイスを失った。
フリードリヒの死後、有力な門閥貴族に対抗して自己の権力の維持を望んだリヒテンラーデは、門閥貴族との血縁のない皇嫡孫を幼帝エルウィン・ヨーゼフ2世として擁立し、権力防衛のためラインハルトと手を結んだ。失望した帝室の外戚ブランシュヴァイク公オットー、リッテンハイム侯ウィルヘルムらは両者を排除すべく手を組み、貴族3740名が帝都オーディンのリップシュタットの森にあるブラウンシュヴァイクの別荘に参集して、ブラウンシュヴァイクを盟主、リッテンハイムを副盟主とする「リップシュタット盟約」に署名し「リップシュタット貴族連合」を結成する。オフレッサー、シュターデン、ファーレンハイトら貴族軍人も参加し、メルカッツが強引に懇請されて実戦総司令官に就いた。
4月初頭、ブラウンシュヴァイクの部下アントン・フェルナーが独断でラインハルトの居館を襲撃した事件をきっかけに、ラインハルトがオーディンの軍部中枢を制圧・掌握し、帝国軍三長官をすべて兼任したラインハルトを帝国軍最高司令官、門閥貴族連合を「賊軍」として、ブラウンシュヴァイク以下の「国賊」を討伐するよう勅命が下された。討伐軍と貴族連合軍の交戦は4月19日のアルテナ会戦に始まり、討伐軍がほとんど一方的に勝利を重ねる。貴族連合軍の本拠地ガイエスブルク要塞の周辺が舞台となった戦役終盤には、ヴェスターラントの虐殺によって民心は門閥貴族から離れ、貴族連合内部も退廃していった。
最後の出撃が大敗に終わると、ブラウンシュヴァイクはついに敗北を認めて死を選んだ。しかし9月9日、ガイエスブルクで行われた戦勝記念式典での捕虜引見の際、ブラウンシュヴァイクの腹心アンスバッハ准将がラインハルトの暗殺を試み、阻止しようとしたキルヒアイスを殺害する事件が生じる。事件の直後、ラインハルト配下の諸提督が帝都オーディンを制圧してリヒテンラーデを排除し、代わって帝国宰相となったラインハルトが覇権を握るローエングラム独裁体制が成立する。

#### アルテナ会戦
「野望篇」において描かれる、リップシュタット戦役最初の戦い。ラインハルト麾下のミッターマイヤーが、シュターデンの率いる貴族連合軍と交戦した。積極的な青年貴族の支持を受けてとりあえずの一戦を試みたシュターデン艦隊と、それに対して送り出されたミッターマイヤー艦隊との戦いであり、戦略的意味は些少でしかなかった。
ミッターマイヤーは前面に600万個の核融合機雷を配置して動かず、シュターデン麾下の青年貴族の焦りを煽った。はやる青年貴族たちがシュターデンを突き上げると、シュターデンはやむなく許可したが、せめてもの統制を試みて自軍を半数ずつ左右に分け、いっぽうをヒルデスハイム伯に指揮させる。ミッターマイヤーは移動してヒルデスハイム軍を機雷原との間に挟んで撃滅し、さらにミッターマイヤーは残る半数を後方から襲う態勢をとって戦闘を終結させたが、敗れたシュターデンは逃走してレンテンベルク要塞に逃げ込んだ。

#### レンテンベルク要塞の攻略
「野望篇」において描かれる、フレイア星系に位置する貴族連合軍の重要拠点レンテンベルク要塞を巡る戦い。
ラインハルトは貴族連合軍の要衝レンテンベルク要塞を全力をもって制圧することとし、ロイエンタールとミッターマイヤーにより要塞の攻略が行われた。両提督は駐留艦隊を圧倒して要塞内へと侵入し、外壁から要塞の死命を制する核融合炉への最短経路である第六通路に部隊を突入させるが、同通路の防御を指揮するオフレッサーの前に9回にわたり撃退される。やがてオフレッサーがラインハルトへの通信でその姉アンネローゼ・フォン・グリューネワルトを侮辱したことをきっかけにしてオフレッサーの生け捕りが下令され、ロイエンタールとミッターマイヤーが直に出戦して、囮と陥し穴によってオフレッサーを捕獲し、第六通路を制圧した。
制圧後、オフレッサーはオーベルシュタインの献策によって貴族連合軍へと帰されたが、部下は公開処刑された。このためオフレッサーはブラウンシュヴァイクから裏切り者と疑われ、激昂のあげく射殺されて、貴族連合軍内部に相互への不信を生じさせることとなる。

#### キフォイザー星域の会戦
「野望篇」において描かれる戦い。ラインハルト軍のうち辺境星域の計略のため別働していたキルヒアイスが、ブラウンシュヴァイクと反目して分派したリッテンハイムと交戦した。この戦いで、貴族連合軍の全兵力の三割と副盟主が失われた。
戦闘は、大軍ながら無秩序に構成されたリッテンハイム軍に対し、左翼のルッツが前、右翼のワーレンが後になる斜線陣をとるキルヒアイス軍というかたちで開始された。キルヒアイス自身は800隻の直属高速艦隊を率いてリッテンハイム軍側面を攻撃し、キルヒアイス、ワーレンの両面との交戦に混乱したリッテンハイム軍の中央部に突入、一撃離脱戦法を繰り返して混乱させる。キルヒアイスがリッテンハイムの旗艦に急迫すると、恐れをなしたリッテンハイムは後方を遮る自軍の輸送艦隊を砲撃して強引に逃亡した。
リッテンハイムはわずか3000隻以下まで減少した戦力とともにガルミッシュ要塞に逃げ込んだが、彼の逃亡により戦死した部下の復讐を求める士官の手で爆殺され、要塞もキルヒアイス軍によって占拠された。

#### シャンタウ星域の戦い
「野望篇」において描かれる戦い。ロイエンタール艦隊がメルカッツの率いる有力な貴族連合軍と交戦したが、戦闘の継続を避けて撤退し、貴族連合軍がシャンタウ星域を確保して初めて具体的な勝利を得ることとなった。
前進中のロイエンタール艦隊は、シャンタウ星域において、メルカッツが指揮する過去になく効率よく統制された貴族連合の大軍と遭遇した。数的には劣勢でもあり、貴族連合軍に最初の勝利を与える心理的効果を考慮しても、戦略的に重要でないシャンタウ星域を死守して犠牲を出す必要もないとして、ロイエンタールは後退を決める。ロイエンタール艦隊は一旦は全面攻勢に出てみせ、反撃する貴族連合軍を誘引する素振りで後退して追撃を牽制し、彼我の距離を開けてから逃走した。

#### ガイエスブルク要塞周辺における戦闘
「野望篇」において描かれる戦い。ラインハルト軍がガイエスブルク要塞の周辺で貴族連合軍を撃破した。
ラインハルトはガイエスブルク要塞の門閥貴族に対し、きわめて挑発的な「決戦状」を送ったうえ、先鋒であるミッターマイヤー艦隊に要塞周辺を徘徊させた。メルカッツはこれがラインハルト軍の罠であると察して出撃を禁じたが、激発した青年貴族は禁を破って出撃し、攻撃されたミッターマイヤー艦隊は潰乱をみせて逃走する。青年貴族たちは英雄として迎えられ、彼らをおさえるべきブラウンシュヴァイクまで同調してメルカッツの指令を軽視するようになった。
8月15日、ふたたびミッターマイヤー艦隊がガイエスブルクに接近し、ブラウンシュヴァイク以下の貴族連合軍は意気揚々として出撃する。すぐに敗走を始めたミッターマイヤー艦隊を追った貴族連合軍は、オーベルシュタインの手になる縦深陣に誘い込まれ、ミッターマイヤーの急速反撃と左右両側面からのラインハルト軍各艦隊の攻撃によって敗走した。ブラウンシュヴァイクも追いつめられたが、後衛から来援してラインハルト軍先頭集団を圧倒したメルカッツにより救出され、ガイエスブルクへと逃げ込んだ。

#### 貴族連合軍による最後の出撃
「野望篇」において描かれる、リップシュタット戦役最後の戦い。貴族連合軍が無謀な決戦を試みて出撃し、ラインハルト軍に大敗を喫した。
ガイエスブルク要塞がラインハルト軍の包囲下で孤立し、盟主ブラウンシュヴァイクからも人心が離れるなか、貴族連合軍はフレーゲル男爵ら楽天的な青年貴族の主導によって起死回生の最終決戦を決意し、反対するファーレンハイトを捨て置いてガイエスブルクを出撃する。貴族連合軍の戦意は高く、力づくの突進を繰り返したが、6回にわたる波状攻撃を撃退され疲労したところに投入されたキルヒアイスの高速巡航艦部隊に動揺し、ラインハルト軍の全面攻勢によって敗走した。
勝敗が決してからは、複数の貴族連合軍艦艇で平民出身の下級将校・下士官・兵士が大貴族の道連れを拒否して高級士官に反抗し、叛乱や同士討ち、私刑行為が頻発した。フレーゲル男爵は戦艦どうしの一騎打ちを望んでロイエンタールやビッテンフェルトに接触したが拒否され、最後には部下の兵士たちに射殺された。ガイエスブルクへの帰路をラインハルト軍に阻まれたメルカッツは、ヤンを頼って自由惑星同盟への亡命を選ぶ。
ブラウンシュヴァイクは腹心アンスバッハの手によって死亡し、ガイエスブルク要塞はラインハルト軍によって完全に制圧された。

#### オーディンの制圧
「野望篇」のクライマックスとして描かれる事件。ラインハルト配下の提督たちが帝都オーディンを急襲、帝国宰相リヒテンラーデを排して国権を掌握した。この事件以降、ラインハルトが帝国の独裁権力を握ることとなる。
戦勝記念式典におけるキルヒアイスの死後、ラインハルトは虚脱状態にあったが、配下の諸提督はオーベルシュタインの提案を容れ、いずれラインハルトの排除に出るであろう帝国宰相リヒテンラーデに対し先手を打つこととした。オーベルシュタイン、メックリンガー、ルッツをガイエスブルクの警備に残し、残る各艦隊は多くの脱落者を出しながらも急行して帝都オーディンへ降下する。ロイエンタールはリヒテンラーデを捕え、ミッターマイヤーは宰相府から国璽を奪取した。
通信を介してロイエンタールから報告をうけたラインハルトは、リヒテンラーデを自殺させ、その親族も死刑ないし流刑に処すよう命じたが、このときのラインハルトの言動がのちのロイエンタールの叛乱に影響を与えた。公爵となったラインハルトは帝国宰相と帝国軍最高司令官の地位を兼ねて政軍の両大権を手中に収め、「ローエングラム独裁体制」を成立させる。

### 救国軍事会議のクーデター
「野望篇」の同盟側描写の中心となる、同盟国内で起きるクーデターとヤンによる鎮圧戦。ドワイト・グリーンヒルを指導者とする一部の軍人が「救国軍事会議」を称して起こしたクーデターをヤンが鎮圧した。内戦により同盟はアムリッツァ会戦で失った軍事力を更に減じさせ、鎮圧者であるヤンを嫌厭するトリューニヒト政権の影響力も強まった。
帝国の内戦に際し同盟の介入を危惧したラインハルトが、同盟軍捕虜アーサー・リンチを工作員として同盟に送り込み、クーデターを実行させたもの。リップシュタット戦役勃発と時を同じくする宇宙暦797年4月上旬、統合作戦本部長クブルスリー大将への襲撃事件を皮切りに辺境星域の複数の惑星で叛乱を起こし、4月13日にハイネセンで決起して政権中枢を制圧した。クーデター派に賛同しないヤンはイゼルローン要塞から鎮圧に出撃し、ドーリア星域の会戦でクーデター派の第11艦隊を撃破する。救国軍事会議を惑星ハイネセンに追い詰めたヤンは、バグダッシュを介してクーデターがラインハルトの謀略であることを喧伝させるとともに、ハイネセンの防空システム「処女神（アルテミス）の首飾り」をすべて破壊し、救国軍事会議を降伏させた。
議長グリーンヒル大将は工作員であることを暴露したリンチを口封じしようとして逆に殺され、直後にリンチも射殺された。潜行して逃れていた最高評議会議長トリューニヒトが政府の指導者に復帰し、軍部の権威失墜を利用して更に軍部への支配を強化する。同盟軍はアムリッツァ以来の残存戦力をさらに減じ、同盟の弱体化は更に進むこととなった。

#### ドーリア星域の会戦
「野望篇」第五章で描かれる、ヤン艦隊と救国軍事会議側についた第11艦隊（司令官ルグランジュ中将）との戦い。
第11艦隊がヤン艦隊の挟撃を狙って艦隊を二分したのに対し、察知したヤンは先行して第11艦隊本隊7000隻を側面攻撃し、グエン・バン・ヒューの分艦隊を突入させて第11艦隊本隊を前後に分断する。本隊後方を半包囲して殲滅したのち、さらにルグランジュの率いる前方部隊を撃滅した（ルグランジュは自殺）。つづいて、フィッシャー率いる後衛部隊が抑えていた第11艦隊別働隊（最高責任者が定められておらず行動が遅れた）をフィッシャーと挟撃し撃破した。戦闘全体において、第11艦隊の各艦は絶望的な戦況に関わらず降伏を拒否して激しく抵抗し、全滅した。

#### ハイネセン進攻
「野望篇」第七章で描かれる、ヤン艦隊による同盟首都星ハイネセンへの進攻。ヤンは「処女神（アルテミス）の首飾り」を破壊し、救国軍事会議を降伏させた。
ハイネセンの防空を担う軍事衛星群である「首飾り」は、第11艦隊の敗北とバーラト星域へのヤン艦隊の侵入によりクーデターの失敗がほぼ確実となった救国軍事会議を守る最後の頼りだった。対してヤンはバーラト星系の第6惑星シリューナガルから切り出した巨大な氷塊にエンジンを設置して加速させ、高速で衝突させることで破壊した。「首飾り」の全滅に衝撃をうけた救国軍事会議は、軍事革命の失敗を認め、抵抗の断念をヤンに伝えた。
元来「首飾り」が象徴するハードウェア信仰やハイネセン防衛への偏重をきらっていたヤンは、戦術的な要求やクーデター派の抵抗を断念させる心理的衝撃の必要も鑑み、12個すべての衛星を破壊した。このことは、「雌伏篇」におけるヤンへの査問会で、ヤンに心理的リンチを加えようとする査問委員に問題として取り上げられることとなった。

### イゼルローン回廊帝国側宙域の遭遇戦
「雌伏篇」冒頭で描かれる、帝国同盟両軍の哨戒部隊による不期遭遇戦。スパルタニアン・パイロットとなったユリアン・ミンツの初陣である。
宇宙暦798年/帝国暦489年1月22日、イゼルローン要塞駐留艦隊のうちアッテンボロー少将が指揮する2200隻の分艦隊が、補充されたばかりの新兵の訓練をかねた最前線の警備・哨戒にあたっていたところ、この方面の警備責任者であるケンプの麾下にあるアイヘンドルフ少将の艦隊（同盟側推定値では各種合算1700隻前後）と遭遇した。新兵の多い同盟軍には技量の拙劣さが目立ち、戦闘全般で帝国軍が優勢を保ったが、アイヘンドルフは敵がヤンの麾下であることを用心して慎重に戦闘を進めた。戦闘開始より9時間余ののち、ヤンが1万隻以上の艦隊を率いて駆けつけると、帝国軍は戦闘続行を断念して退却した。
ユリアンはこの戦いでスパルタニアン・パイロットとして初めての戦闘を経験し、ワルキューレ3機撃墜、巡航艦1隻の戦果をあげて曹長に昇進した。ケンプはラインハルトに敗戦を陳謝したが、ラインハルトは特段責任を問わなかった。この敗戦は、つづく第8次イゼルローン要塞攻防戦でケンプが雪辱のため司令官に選ばれるきっかけとなった。

### 第8次イゼルローン要塞攻防戦
「雌伏篇」のストーリーの中心となる、イゼルローン要塞をめぐる戦い。帝国軍はガイエスブルク要塞を移動要塞としてイゼルローンを攻撃し、同盟軍は査問会のため首都に召喚されたヤンを欠いて迎え撃った。やがてヤンが増援として駆けつけ、帝国軍は大敗を喫した。
イゼルローンを攻略するためにガイエスブルク要塞を回廊へ移動させる、という科学技術総監アントン・ヒルマー・フォン・シャフト大将の案に基づき、ラインハルトはケンプ大将を総司令官、ナイトハルト・ミュラー大将を副司令官として実行を命じた。帝国軍はヤンがイゼルローンを指揮していることを前提にしていたが、フェザーン自治領の工作によりヤンは査問会に召喚されており、イゼルローンでは要塞事務監アレックス・キャゼルヌ少将が要塞司令官代理として迎撃の指揮をとったが、ヤンの帰還を待つ消極的な指揮にならざるをえなかった。
戦闘は両要塞の主砲の応酬によって始まったが、生じた損害と心理的衝撃の大きさは、両軍に主砲使用の継続をためらわせた。つづいて帝国軍は索敵妨害の隙を突いてイゼルローンの外壁上に歩兵を降下させるが、防御指揮官シェーンコップ少将の指揮する“薔薇の騎士”連隊により撃退された。次の手として、帝国軍は要塞主砲の応酬を陽動としてミュラー艦隊を動かし、要塞後背から外壁を爆破し、揚陸を試みる。しかし客員提督として同盟軍司令部に名を連ねていたメルカッツが駐留艦隊の指揮を申し出て出撃し、イゼルローンの対空砲塔群と連係してミュラー艦隊を挟撃し甚大な被害を与えたため、帝国軍の攻撃はまたも失敗した。
戦いの中でミュラーは初めてヤン不在の情報を得たが、あまりに常識外のことであり、ヤンの奇策を危惧するケンプの容れるところとならなかった。査問会から解放されたヤンが大小5500隻の増援とともにイゼルローンに接近すると、ケンプは艦隊を出動させてイゼルローン駐留艦隊と増援部隊を各個撃破する方策を立てるが、ユリアンに見抜かれ、両艦隊に挟撃されて大損害を受ける。行き詰まったケンプはガイエスブルクをイゼルローンに衝突させる最終手段に出たが、予期していたヤンはガイエスブルクの航行用エンジンの1基に集中砲火を浴びせて破壊し、要塞の推進軸を狂わせてスピンさせた。さらにイゼルローンの主砲攻撃を受けたガイエスブルクは周囲の帝国軍艦艇を巻き添えに爆散し、ケンプも戦死する。
帝国軍の残存部隊は重傷のミュラーのもと敗走し、通信の混乱のなか同盟軍グエン・バン・ヒュー、サンドル・アラルコン両将の部隊がヤンの意図を越えて追撃を始めた。しかしケンプからの「わが方、有利」という曖昧な報告を受けたラインハルトはすでにミッターマイヤー、ロイエンタール両艦隊を増援に送っており、グエン、アラルコン両部隊は帝国軍増援の待ち伏せをうけて壊滅、両将も戦死した。ミッターマイヤーとロイエンタールは後を追ってきたヤンと戦端を開くことを避け、残存部隊を回収して撤退した。
帝国軍の損失はガイエスブルク移動要塞のほか、艦艇1万5000隻以上、将兵180万以上に達し、帝都オーディンに帰還した艦艇はわずか700隻程度だった。ラインハルトは激怒したものの厳罰を与えることをやめ、戦死したケンプは上級大将に昇進、重傷を負ったミュラーは復命後に療養となった。ただし、ひそかにフェザーンに通じていた発案者シャフトは収賄や軍事機密漏洩などの事由で逮捕収監された。
なお、道原版コミックではこの戦闘とヤンの査問会は全面カットされ、ケンプは明確な描写もなくいつの間にか登場しなくなっている。Die Neue Theseではイゼルローン特攻時のガイエスブルクを操縦していたのはケンプであり、集中砲火で航行用エンジンを破壊された後もマニュアルで狂った推進軸の立て直しを図ると共に主砲を発射してなお抵抗を続けるなど、元エースパイロットとしての手腕を強調している。

### 神々の黄昏（ラグナロック）作戦
宇宙暦798年/帝国暦489年8月～翌年5月。ラインハルトの魔手から救出した皇帝エルウィン・ヨーゼフ2世を擁して銀河帝国正統政府の樹立を画策したレムシャイド伯らと、彼らの亡命を受け入れた同盟政府を皇帝誘拐の共犯者として懲罰を与える、という名目でラインハルトが発令した同盟への侵攻作戦。この誘拐は「ラインハルトに同盟討伐の口実を与えて取引しよう」と画策したルビンスキーの策であったが、ラインハルトはその策を見抜いて恫喝を加えたうえで、一気にフェザーンをも制圧した。宣戦布告は8月20日（銀河帝国正統政府の樹立宣言と同日）。軍内部への具体的な説明と作戦名の発表は9月19日。最終的な人事の発表は11月8日。最初の戦闘は11月20日（第9次イゼルローン要塞攻略作戦）。戦闘終了は翌年5月5日（バーミリオン星域会戦）。公式の書類上の終結は5月25日（バーラトの和約）。
フェザーン回廊に向う本隊の布陣は、
- 第1陣：ミッターマイヤー上級大将
- 第2陣：ミュラー大将
- 第3陣：ローエングラム元帥（オーベルシュタイン上級大将とヒルダ中佐待遇もブリュンヒルトに同乗）

　　及び直属艦隊：アルトリンゲン中将、カルナップ中将、ブラウヒッチ中将、グリューネマン中将、トゥルナイゼン中将
- 第4陣：シュタインメッツ大将
- 第5陣：ワーレン大将。遊撃隊はビッテンフェルト大将とファーレンハイト大将。

イゼルローン要塞への陽動作戦は、司令官がロイエンタール上級大将。指揮下にルッツ大将とレンネンカンプ大将、後詰めとしてアイゼナッハ大将が配された。なお、ケスラー大将とメックリンガー大将はそれぞれ首都防衛司令官/後方担当として残留した。
ルビンスキーの逃亡はゆるしたもののフェザーンの制圧、イゼルローン要塞の奪還、そしてランテマリオ会戦での同盟軍主力の撃破までは、ほぼラインハルトの思惑通りに進んだ。しかし、同会戦の終了間際から、イゼルローン要塞を放棄したヤンが艦隊を自由に運用して対抗し始めたため、帝国軍は圧倒的な戦力を持ちながらも補給に不安をきたして次第に不利になっていく。ラインハルトはヤンとの決戦を行うため、自分をおとりにしてヤンを誘い出し、包囲する作戦に出た。ラインハルトを戦場で倒す事が同盟存続の唯一の道であると考えていたヤンは、罠である事を承知の上でラインハルトとの艦隊決戦に赴き、バーミリオン星域で対戦した。戦闘自体は途中でミュラーの来援があったものの、ヤンが事実上の勝利をおさめたが、ブリュンヒルトが砲撃される直前、ヒルダの提案を受けたミッターマイヤーとロイエンタールがハイネセンの同盟政府を降伏に至らしめたため、戦闘は停止した。
戦闘停止後の混乱時に、ヤンはメルカッツに「動くシャーウッドの森」を託して逃亡させた。艦艇は60隻。同行者は副官のシュナイダーやポプラン、リンツ及び将兵11,820人。なお、この中にカーテローゼ・フォン・クロイツェル伍長が含まれている事が後日判明する。また、戦闘終了から24時間後の5月6日23時に、ヤンとラインハルトは史上唯一の会談に臨んでいる。
この作戦の後の6月22日、オーディンに戻ったラインハルトは皇帝に即位し、ローエングラム王朝が成立した。ミッターマイヤーは宇宙艦隊司令長官に、ロイエンタールは統帥本部総長に、オーベルシュタインは軍務尚書に就任。3者とも元帥号を授与された。それ以外の主要提督もそれぞれ上級大将に昇進したが、特にバーミリオン会戦での功績が認められたミュラーは3元帥に次ぐ上級大将の主席とされた。同盟では、ヤンが退役して念願だった年金生活に入り、フレデリカと結婚した。ビュコック、アッテンボロー、シェーンコップも退役したがキャゼルヌは辞表を却下され後方本部長代理に任じられた。ムライ、パトリチェフ、フィッシャーは辺境勤務に任じられた。ユリアンはボリス・コーネフやルイ・マシュンゴ、途中で合流したポプランらと供に親不孝号で地球に向った。

#### 第9次イゼルローン攻防戦
宇宙暦798年/帝国暦489年10月9日～翌年1月19日。
神々の黄昏作戦中の陽動として行われた戦闘。しかしロイエンタールが指揮する帝国軍三個艦隊約3万6000隻はヤンをイゼルローンに拘束し、今後の策を立てる余裕を与えぬために、ルッツ曰く「嫌がらせの攻撃」、ロイエンタール曰く「あらゆる布石を惜しまない」、陽動といえども手を抜かぬ攻勢をかけた。
最初の戦闘では、ヤンは旗艦ヒューベリオンを囮とすることで帝国軍の突出を誘い、その隙にローゼンリッターがロイエンタールの旗艦トリスタンへの突入に成功、シェーンコップとロイエンタールとの一騎討ちに至った。
その後も戦闘は断続的に続き、レンネンカンプがアッテンボローの罠にかかって3割（約2000隻）の損害を出した。12月9日にロイエンタールは援軍の要請（に見せかけたフェザーン侵攻作戦の開始要請）をラインハルトに上申した。フェザーンが占領された後の1月19日に、ヤンが放棄したイゼルローン要塞にロイエンタールが無血で進駐。本戦闘は終了した。
なお、ロイエンタールはヤン艦隊の追撃を進言したベルゲングリューンに対し、「野に獣がいなくなれば猟犬は無用になる。だから猟犬は獣を狩りつくすのを避ける…（「狡兎死して走狗煮らる」）」という、極めて意味深な返答をして却下している。

#### フェザーン侵攻作戦
宇宙暦798年/帝国暦489年12月。イゼルローン要塞への陽動攻撃に乗じて、神々の黄昏作戦の本隊が行った侵攻作戦。
第一陣のミッターマイヤー艦隊が出陣したのは12月9日と推定。当初はイゼルローン方面への援軍という名目で出陣し、兵士にもそう説明されていた。ミッターマイヤー艦隊の全兵士にフェザーン占領が目的であると伝えられたのは12月13日。艦隊がフェザーンの衛星軌道に到達したのは同24日。フェザーンには対抗するだけの軍事力が無いため、第1陣のミッターマイヤー艦隊二万隻強のみで即日無血占領が完了したが、ルビンスキーはいち早く逃走し、拘束には失敗した。第2陣のミュラー到着は同月28日、ラインハルトの本隊到着は同月30日16時50分。
この時、駐在武官としてフェザーンに赴任していたユリアンは、ヤンとの事前の打ち合わせでこの事態を予想しており、マシュンゴ及び弁務官のヘンスローとともに逃亡。翌年1月24日に、マリネスクの手引きにより、ベリョースカ号でフェザーンを脱出した。なお、ドミニク・サン・ピエールの手配でデグスビイ司教が同乗しており、フェザーンと地球教に繋がりがある事をユリアンに話した後、薬物中毒で死亡した。

#### ランテマリオ星域会戦
宇宙暦799年/帝国暦490年2月8日。フェザーンを占領して同盟領に侵攻した帝国軍本隊と同盟軍本隊の戦い。
帝国軍は1月30日にポレヴィト星域に集結し「双頭の蛇」の陣形に編成を変えた。第1陣＝ラインハルト、第2陣＝シュタインメッツ、第3陣（事実上の先陣）＝ミッターマイヤー、第4陣＝ミュラー、第5陣＝ワーレン、予備兵力＝ファーレンハイト/ビッテンフェルト。戦力は戦闘用艦艇11万2700隻、支援用艦艇4万1900隻、将兵1,660万人。
同盟軍は2月4日にバーラト星系から進発した。司令官がビュコック、総参謀長がチュン・ウー・チェン、副官がスーン・スールズカリッター。参加艦隊はパエッタ中将の第1艦隊に加えて、同盟中から集めた艦艇で新設された第14艦隊と第15艦隊。新設された二つの艦隊の司令官には、第14艦隊にはモートンが、第15艦隊にはカールセンが、それぞれ中将に昇進して任命された。兵力は艦艇数3万2900隻、将兵520万6000人。この戦いに先立ってビュコックは元帥に、チュン・ウー・チェンは大将に昇進している。
2月8日13時40分、同盟軍は帝国軍ミッターマイヤー艦隊の側面5.1光秒の距離に位置し、その5分後に攻撃を開始した（OVAでは13時に5.2光秒の距離に位置し、攻撃開始のタイミングを計っていたが、味方の一部が勝手に砲撃を始めてしまうという混成艦隊の弱みが出てしまったため、そのまま全軍に攻撃を命令し、戦闘状態に突入した）。ビュコックは慎重に戦闘を進めるつもりだったが、帝国軍の示威行動に驚いた同盟軍の一部が動揺し、半狂乱になって攻撃を行った。この攻撃がミッターマイヤー艦隊に亀裂を生むという意外な戦果をあげ、そのまま押し込む形で同盟軍前衛部隊は前進し、帝国軍に少なからぬ損害を与えた。だが、ほとんどヒステリーに近い状態になって行った攻撃により、同盟軍の陣形は乱れ、統制も失われかけていた。またビュコックは、ミッターマイヤー艦隊がすぐに体勢を立て直すであろう事を察し、同盟軍全軍に後退と陣形の再編を命じた。同盟軍が後退するタイミングで、体勢を立て直したミッターマイヤー艦隊が反撃に転じ、さらに他の帝国軍艦隊が同盟軍の左右両翼に攻撃を開始したため、同盟軍は一転して守勢に立たされる。同盟軍はビュコックの指揮の下、地の利を生かして戦線を立て直すが、攻勢に出ることは望めなくなる。翌2月9日、同盟軍は守勢に徹してヤン艦隊の到着に望みをつなぐ作戦に転じて恒星風のエネルギー流を挟んで反対側に布陣しなおした。ミッターマイヤーも負けない事に徹したビュコックの戦術に手こずる事となる（原作小説では具体的な戦術の描写は無いが、OVA版においては、チュンの献策により、帝国軍前衛部隊の艦艇の機関部だけを破壊し漂流させて「盾」することで帝国軍主力からの攻撃を防いでいる）。だが、消耗戦の末に戦力差は明確となってくる。9日11時、同盟軍にとどめを刺す事を決めたラインハルトは、待機していたビッテンフェルトに出撃を命じた。ビッテンフェルトは帝国軍と同盟軍の間のエネルギー流を強行突破すると、同盟軍の集中攻撃に耐えながら反撃して同盟軍主力を粉砕、勝敗が決した。だがその時、帝国軍の背後からヤン艦隊が接近している事が判明したため、帝国軍は一時パニックを起こした。その隙に同盟軍本隊の残存戦力は戦線離脱に成功した。ラインハルトは体勢を立て直すため一時撤収し、戦場から2.4光年離れたガンダルヴァ星域の第2惑星ウルヴァシーを占領して侵攻の拠点とした。ヤンはビュコックの本隊と合流し、バーラト星系に撤退した。
なお、この時、帝国軍の駆逐艦ハーメルンIVを乗っ取ったユリアン達が、最後尾のフィッシャー艦隊に接触し、合流を果たしている。

#### ライガール・トリプラ両星域の会戦
宇宙暦799年/帝国暦490年3月1日～。ヤン艦隊と、帝国軍のシュタインメッツ/レンネンカンプ艦隊との連戦。
この直前にゾンバルト少将が護衛する補給艦隊がヤン艦隊によって全滅させられたため、ラインハルトはウルヴァシーの恒久基地化の邪魔になるヤン艦隊を排除するべく、シュタインメッツ艦隊に探査を命じた。そして3月1日、ライガール・トリプラ両星域の中間にあるブラックホールの安全領域ぎりぎりに（危険宙域である半径9億6千kmから僅かに外れた半径10億kmに）ヤン艦隊が凸形陣で布陣している事を知り、本隊に連絡した。これをうけて本隊からはレンネンカンプ艦隊が援軍に赴いた。
同日21時にヤン艦隊とシュタインメッツ艦隊が戦闘状態に突入。当初は背水の陣を敷いたヤン艦隊をシュタインメッツ艦隊が半包囲する形での砲撃戦を展開していたが、翌日5時30分にヤン艦隊が中央突破・背面展開戦法を使ってシュタインメッツ艦隊の包囲陣を破り、後方に回ってブラックホールに追い込み始めた。罠にかけられたことを知ったシュタインメッツは果敢に応戦（OVA版では、「態勢を入れ替えられたのなら、また入れ替えればいい」と同じく中央突破・背面展開による反攻まで試みている）するがついに力尽き、ある程度の犠牲が出る事は覚悟して4時方向に転進（つまりヤン艦隊に横腹を見せ）、シュバルツシルト半径ギリギリをかすめて高速を得るブラックホールを利用したスイングバイ航法で脱出に成功した。しかし、その間延々と狙い撃ちにされた上にブラックホールに多くの艦艇を呑まれ、最終的に8割の損害を出した。
なお、この戦いの後、亜光速の氷塊や移動要塞やブラックホールといった、SFならではのガジェットを用いた戦いは行われていない。
シュタインメッツ艦隊との戦いの後逃走する事を考えていたヤンは、援軍がレンネンカンプ艦隊だと知り予定を変更。「戦うことなく自分からわざと後退する」という艦隊運用で心理戦を仕掛け、タイミングを計って攻勢を仕掛けた。先のイゼルローン攻略戦で後退するヤン艦隊を追撃して罠にはまったレンネンカンプ艦隊は、ヤンの読みどおり疑心暗鬼に陥って今度は後退してしまい、そこにヤンの先制攻撃を受けて潰走。同日13時にようやく秩序を回復したものの、その時既にヤン艦隊に逃げられてしまっていた。
この戦いに先立って、ヤンは元帥に昇進し、勤労意欲に目覚めたアイランズ国防委員長の承認により、ヤン及びヤン艦隊がほぼ自由に戦術と戦略を組み立てる事が出来るようになった。帝国駆逐艦乗っ取りという功績で中尉に昇進したユリアンと銀河帝国正統政府を事実上見限ったメルカッツが復帰し、キャゼルヌも中将に昇進してイゼルローンから引き続き同行、シェーンコップは中将に、フレデリカは少佐に昇進した。さらにOVA版ではモートンとカールセン、及び第14/15艦隊の残存部隊が合流している。

#### タッシリ星域の会戦
宇宙暦799年/帝国暦490年3月。ヤン艦隊とワーレン艦隊の戦い。
ゾンバルト少将が護衛していた補給艦隊が全滅したため、ウルヴァシーの物資が不足し始めた。この事態を打開するため、ワーレンが自分自身の艦隊で同盟の補給基地を襲って物資を奪う案を上申し、ラインハルトの消極的な承認を得て進発した。これを察知したヤンはタッシリ星域で護衛が不十分に見える補給コンテナ群を配置し、故意にワーレン艦隊に奪わせた。ワーレン艦隊の中央部分に取り込まれた補給コンテナ群が、自動射撃装置による僅かな反撃を開始したため、ワーレンは物資を奪う事を断念して補給コンテナ群を攻撃した。しかしその補給コンテナ群は液体ヘリウムを満載していたブービートラップであり大爆発が発生（原作では言及されていないが、OVA版において「ヘリウム爆発」との表現がある）。そこにヤン艦隊が砲火を浴びせたため、ワーレン艦隊は大きな損害を出しつつ敗走した。また会戦の後にワーレンは星域から離脱するヤン艦隊を偵察、同盟各地の補給基地を転々として特定の拠点を設けない、いわば同盟領全域を利用したゲリラ戦を展開している事、すなわち正攻法での捕捉撃滅が不可能であることを突き止めた。

#### バーミリオン星域会戦
宇宙暦799年/帝国暦490年4月24日～5月5日。ヤン艦隊とラインハルトが直接指揮する艦隊の戦い。当初から参加した兵力は、帝国軍が艦艇18,800隻/将兵229万5400人。同盟軍が艦艇16,420隻/将兵190万7600人。ただし帝国軍は途中からミュラー艦隊約8,000隻が参戦した。
ヤン艦隊をおびき出すため、ラインハルトは全艦隊を同盟領各地の占領のために分散させて本陣を手薄にした。ここまではヤンの読み通りだったが、ラインハルトはヤンの読みをも超えて自ら直属艦隊を率いてハイネセンに向かい、「分散させた諸艦隊が最も遠ざかった時、ラインハルト自身はハイネセンに突入している」という状況を作り出した。それによって、ヤンはそれより前に、諸艦隊が近くにいるうちにラインハルトと戦わざるを得なくなった。罠である事を承知の上でヤンはラインハルトとの「決闘場」となるバーミリオン星域に向かった。
正面から対峙した両艦隊が砲撃を開始したのは4月24日14時20分。双方とも相手の奇策に対応しようと考えていたため、結果として平凡な正面攻撃の応酬で始まった。砲戦が続くなかトゥルナイゼンが功をあせって突出、帝国軍の艦列を乱しヤン艦隊の集中砲火を浴びる事となった。一方の帝国軍も反撃し、主砲を撃ち合う消耗戦の様相を呈していく。ラインハルトもヤンも互いに予期せぬ乱戦状態のまま3日も戦い続けた。
帝国軍の援軍が到着する事を予想したヤン艦隊は、27日に艦隊の再編成を行い速攻に転じた。いち速くラインハルトの旗艦を撃破して、勝敗を決しようという作戦である。最初からこうなる事を見越していたラインハルトは、時間稼ぎを目的としてペティコートのように24段に及ぶ防御陣を敷いて対応した。そして突破された防御陣は再結集して最後尾の防御陣となり、ヤン艦隊は永遠に防御陣を突破できない物心両面から疲労と損傷を蓄積させていくという作戦である。ヤンは帝国軍の防御壁を第8陣まで突破したがラインハルトの戦術を見抜くことが出来なかった。その後ユリアンが見抜いてその見解を披露した。
その見解に基づき、ヤンは4月30日に一旦後退して小惑星帯に入る。そこで艦隊を二分し、まず帝国軍の左翼から攻勢をかける。帝国軍ではラインハルトが囮艦隊を使った作戦であることを見抜くも、この左翼に突出してきた艦隊が囮か本隊かの判断に迷う。総参謀長オーベルシュタインに促される形で、ラインハルトはこの攻勢部隊が本隊であるとし、24段の防御隊形を解除しての攻撃を命令した。しかしこの部隊は、マリノ率いる2,000隻の分艦隊と牽引した隕石で1万隻程度の艦艇に見せかけた擬似艦隊であり、完全にラインハルトは裏をかかれた。各分艦隊が囮に引き寄せられてブリュンヒルトから離れた瞬間、ヤンの本隊が小惑星帯から進発してブリュンヒルトに向った。帝国軍の各分艦隊はブリュンヒルトの方向へ引き返し、同盟軍本艦隊の縦列に側面から攻勢をかけることで分断を図った。それを予期していたヤンは本艦隊を凹型（右舷90度に会頭）に再編、囮艦隊は隕石群を帝国軍に撃ち込み、本艦隊と挟撃して完全な包囲下に収める。帝国軍分艦隊はラインハルト座乗の総旗艦ブリュンヒルトと完全に分断されてしまう。
この時、同盟軍は帝国軍の艦隊ほとんどを包囲下に置く事に成功したため、同時にヤン艦隊の一部艦隊が、わずかな護衛に伴われるのみのブリュンヒルトに接近した。だが同盟軍が砲撃を開始する寸前に、ミュラー艦隊8,000隻（OVAでは強行軍に脱落艦が相次いで当初は6割ほど）がバーミリオン星系に到着しブリュンヒルトの防御にあたる。このミュラー参戦が5月2日のことである（時刻は不明）。ミュラーが最初に反転してきたのは、占領したリューカス星域の補給基地で抵抗が起きなかったためである。ミュラーの参戦により戦線は再び膠着し、戦艦アキレウスが撃沈しモートンが戦死した。
その後、ヤンはカルナップが包囲網を突破しようとしている事に気がついてその部分の包囲網を解き、ミュラーが逆に味方を救出するため包囲網に入るように仕向けた。ミュラーとカルナップが逆方向から殺到して混乱状態になった瞬間、ヤン艦隊は一点集中砲火を仕掛けてカルナップを戦死させ、さらにミュラーの旗艦リューベックをも大破、撃沈に至らしめた。ミュラーは辛うじて脱出に成功し戦艦ノイシュタットを旗艦としたが、これも撃沈され、更に移乗した戦艦オッヘンブルクまでも撃沈される。なおも戦艦ヘルツェンに移乗し、計4度司令部を移して奮戦するものの、ヤン艦隊の進撃を完全に食い止める事は出来なかった。それでもこの抗戦で稼いだ時間が大きな意味を持つこととなり、ミュラーはこの戦いぶりから後に「鉄壁ミュラー」と勇名を讃えられることとなる。
5月5日22時40分、ヤン艦隊は再びブリュンヒルトを射程内にとらえようとしていた。しかし、事前にヒルダの策を受けたミッターマイヤー・ロイエンタールの別働隊約3万隻がハイネセン上空を制圧。自らの命が危うくなったヨブ・トリューニヒトは、日頃の大口を忘れて時間稼ぎさえせずに無条件停戦命令を下し、戦闘は終結した。足掛け12日にも及んだバーミリオンの戦いの最終的な参加将兵と損耗率は帝国軍が26,940隻/326万3100人、艦艇損傷率87.2%、死傷率72%。同盟軍が16,420隻/190万7600人、艦艇損傷率81.6%、死傷率73.7%、となっており両軍合わせて約250万もの犠牲者が出た。
なお、この戦闘に先立つ4月11日、ヤン艦隊は小惑星ルドミラの補給基地で半日休暇を取ったが、その際ヤンはフレデリカにプロポーズし受諾されている。また、フレデリカに密かな恋心を抱いていたユリアンは、二人の結婚を祝福しつつもそれを忘れるためという一面もあって、戦闘後に生き残ったら地球教の調査に向う事をキャゼルヌに伝えている。
このバーミリオン星域会戦においてどちらが勝利したかについては、作中における後世の歴史家の意見は分かれている。公正さを主張したい歴史家は「戦術では同盟の勝利。戦略では帝国の勝利」「戦場では同盟の勝利。戦場の外では帝国の勝利」などと主張している。当事者であるヤンは戦術より戦略を重視する立場から、ラインハルトは勝利を得たのでなくて譲られたという事から、ともに自らを勝利者とは認めず、互いに相手に対して劣等感を抱いていたと説明されている。なおヤン艦隊の一部幕僚は、自分たちの負けを認めず、ラインハルトに勝利を譲ってやっただけと考えていた（回廊の戦いにおけるアッテンボローの扇動より）。

#### ハイネセン制圧作戦
宇宙暦799年/帝国暦490年5月5日。ミッターマイヤーとロイエンタールによる同盟首都星ハイネセンの侵攻作戦。
バーミリオン会戦におけるラインハルトの危機を感じたヒルダが、5月2日に独断でエリューセラ星域にいたミッターマイヤーと面談し、「今から救援に行くよりそちらの方が早い」と「同盟首都ハイネセンを占領し、同盟政府にヤンに戦闘停止を命じるよう強要する」策を促した（これはヒルダの持論でもあった）。当初は懐疑的だったミッターマイヤーも説得を受けて同意し、隣のリオヴェルデ星域にいるロイエンタールに連絡して同行を要請した。ロイエンタールは様々な想いを抱きながらも同意し、ミッターマイヤーとともにバーラト星域に急行した。両艦隊とも5月4日にバーラト星系に到着し、翌5日にはハイネセンの衛星軌道に達すると、同盟政府に無条件降伏を勧告すると共に極低周波ミサイルで同盟軍統合作戦本部ビルを爆撃、これの地上部分を完全破壊した。
国防委員長のアイランズとビュコックは最後まで抵抗することを主張したが、それまで職務放棄し、また日頃国民を扇動、最後の最後まで抵抗しろと主張していたトリューニヒトが現れ、反対派の抵抗を同伴していた地球教徒の手を借りて排除し、時間稼ぎ一つしようとせずに降伏勧告を受諾。ブリュンヒルトを眼前に捉えていたヤン艦隊に即時停戦することを命令した。そしてトリューニヒトは苦悩も反省の色もなく、厚顔にも自分と家族の安全の保証、帝国での地位までもを自分から要求した。「アルテミスの首飾りがヤンによって全て破壊されていなければ抗戦できた。ヤンが何だ」というのが、本人の弁であった（ただしOVA版においては、既に帝国軍は過去のカストロプ動乱時にアルテミスの首飾りとまったく同じ防衛兵器を完全に破壊している）。
この作戦によって帝国軍はハイネセンを無血開城する事が出来、神々の黄昏作戦は帝国軍の勝利に終わった。また、この作戦を考案したヒルダの戦略/政略センスが非凡なものである事が知られる事となった。ただしバーミリオン星域の戦闘で負けたまま勝利を譲られた形になったラインハルトのプライドは大きく傷つき、しばらくの間はヒルダに対して複雑な感情を抱かずにいられなかった事を自ら口にしている。

### ゴールデンバウム王朝の終焉と、ローエングラム王朝の開闢
宇宙暦799年/帝国暦490年6月20日。
エルウィン・ヨーゼフ二世が「救出」されたあとの帝位は、生後わずか八ヶ月の女児カザリン・ケートヘンが（形の上で）継いでいた。そのカザリン・ケートヘンの父親であり親権代行者でもあるペクニッツ公ユルゲン・オファーは、オーベルシュタインに呼び出され、「女帝」カザリン・ケートヘンの退位宣言書と「帝位をラインハルトに禅譲する」宣言書を突きつけられた。立ち尽くして冷汗と脂汗を流すユルゲン・オファーに対し、オーベルシュタインはペクニッツ家の安泰およびカザリン・ケートヘンへの生涯年金支給の保証書をも提示した。それで冷汗と脂汗は安堵の汗に変わってユルゲン・オファーは二通の宣言書に署名し、かくしてゴールデンバウム王朝は人知れず滅亡した。
宇宙暦799年/新帝国暦1年6月22日。
ラインハルトは新無憂宮において大々的に即位式及び戴冠式を行い、自ら帝冠を戴いた。ここにローエングラム王朝銀河帝国の歴史が始まることになる。だがその場には、ラインハルトが最も求める二人＿アンネローゼとキルヒアイスの姿はなかった。

## 本伝作中（飛翔篇 - 落日篇）

### キュンメル事件～地球教支部での戦闘
宇宙暦799年/新帝国暦1年7月6日、ハインリッヒ・フォン・キュンメル邸で発生したラインハルト暗殺未遂事件及び憲兵隊による地球教支部の制圧。
7月1日、フランツ・フォン・マリーンドルフが、余命いくばくも無い甥のキュンメル男爵が自邸への行幸を望んでいる事を新皇帝となったラインハルトに打ち明けた。同情したラインハルトはその願いを聞きいれ、6日、16名の随行者を伴ってキュンメル邸を訪ねた。中庭に通された一行は、地下にゼッフル粒子が充満し、スイッチ一つで起爆できる事をキュンメルから聞かされ、騒然となった。だがラインハルトは平然とした様子を崩さず、それがキュンメルの苛立ちを誘った。
その一方で、帝国に「保護」されていたトリューニヒトが憲兵隊司令部のケスラーと面会し、キュンメルの計画と背後の地球教の存在を暴露した（この理由については諸説あるが、それを踏み台に帝国の政治に関わろうとした、という説が有力）。ケスラーはトリューニヒトを実質的に拘禁した後キュンメル邸に連絡を入れ、通話不能と分かると、近隣の武装憲兵隊の責任者であるパウマン准将以下2400名を現場に向かわせた。更にラフト准将の隊に、カッセル街19番地の地球教オーディン支部の出動を命じた。支部では戦闘となり、憲兵隊と信者の双方に犠牲者が出たが、最終的に憲兵隊が制圧に成功し、ゴドウィン大司教を逮捕した。
この時、膠着状態となっていたキュンメル邸にようやくパウマン准将の隊が到着した。キスリング達はその気配に気づき、機会をうかがっていた。だがその間に、キュンメルはラインハルトが胸の（キルヒアイスの遺髪と写真が入っている）ペンダントを無意識に触っている事に気が付き、それを見せるように命令した。それによって自分の無意識の行動に気が付いたラインハルトは、その命令を拒絶した。シュトライトやキスリング達がラインハルトに時間稼ぎの説得を試みたが、譲れない内容を秘めたラインハルトは頑として応じなかった。逆上したキュンメルは無理に奪おうとし、ラインハルトはキュンメルの横面を殴りつけてそれを防いだ。その空白を突いてキスリングがキュンメルにタックルして起爆スイッチを奪い、身体が衰弱していたキュンメルはその衝撃に耐えられずに危篤状態になり、ヒルダの腕の中で死亡した。さらに邸内に隠れていた地球教の信者がラインハルトを銃撃しようとするが失敗し、ラインハルトは無事に引き上げた。
この事件の後、マリーンドルフ親娘は自主的に謹慎したが、ラインハルトは短期間で復帰を命じ、また「殺人犯の凶器まで処罰する必要はない」と、地球教に扇動されたキュンメルの罪も不問に付した。その一方、10日の御前会議で真の「殺人犯」である地球教討伐を決定し、ワーレンにその任を命じた。

### ヤン・ウェンリーを巡る惑星ハイネセンの戦い
宇宙暦799年/新帝国暦1年7月16日～24日。
7月16日、マスカーニ少将指揮下の同盟軍工作部隊がレサヴィク星系において、バーラトの和約によって保有を禁止された戦艦と宇宙母艦（空母）の爆破処分の準備作業を行っていた時、素性を隠して「義勇兵集団」と名乗った動くシャーウッドの森の一党が作業部隊を襲撃し、破壊される寸前だった艦艇の内戦艦464隻/宇宙母艦80隻を「入手」した（された側は「強奪」と表現した）。また「義勇兵集団」の呼びかけに応じたハムディー・アシュール少佐以下4,000名もの「お調子もの」が合流した。
「この一件はヤンが企ててメルカッツが実行した」という密告が同盟要人によって帝国の高等弁務官府にもたらされ、レンネンカンプはそれを根拠にフンメル首席補佐官と話し合い、同月20日、同盟政府に対してヤンを逮捕するように勧告した（その直後、オーベルシュタインから超光速通信が入り、レンネンカンプに「これを利用してヤン一党を一網打尽にすべき」と更なる陰謀が吹き込まれている）。帝国の勧告を受けたジョアン・レベロは窮地に立たされ、ホワン・ルイのアドバイスでさらに決断に迷ったが、（OVA版では密告者の一人である）オリベイラの提案を受け入れて逮捕した。
22日、自宅にいたヤンが中央検察庁の使者（と名乗った半ダースほどのダークスーツの男達）に逮捕された。フレデリカは事前にその危険性を感じていたが、ここに至って我慢の限界を感じ、ヤンを奪回すべく、シェーンコップとアッテンボローに連絡をとった。同盟政府の意を受けた警察が二人を追尾し始めたが、ローゼンリッターの迎撃に遭い壊滅、二人はローゼンリッター（及びバグダッシュ）と合流してジョアン・レベロを拉致し、同盟軍にヤンとレベロの身柄交換を要求した。この時、統合作戦本部長の任にあったロックウェルが応対し、この件が広まれば帝国につけこまれると考え、レベロを見殺しにしてヤンを謀殺することを決断したが、この事を予期していたシェーンコップ達がヤンの監禁場所に向かっていた。間一髪で救い出されたヤンは、シェーンコップやフレデリカ達とともにレベロを監禁している場所に行き、自分達がレンネンカンプを人質にしてハイネセンを離れるので、策謀に加わらなかったキャゼルヌやムライ、フィッシャー、パトリチェフの責任を追及しないでほしいと提案、レベロは不承不承ながら受諾した。
翌早朝、高等弁務官府がおかれているホテル・シャングリラをローゼンリッターが急襲、レンネンカンプの拉致に成功したが、自分がヤンに負け、さらにレベロに売られた事を悟ったレンネンカンプは、監禁された部屋で首吊り自殺を遂げた。ヤン達はレンネンカンプがまだ生きている事にして交渉を続行、同盟軍から巡航艦レダIIを手に入れ、24日にハイネセンを脱出している。なお、脱出直前に事態を知らされたキャゼルヌは、迷うこと無く後方勤務本部長代理の職を捨て、家族とともにヤン一党と合流している（後日、冗談の範囲であるが、キャゼルヌ夫人がこの時のことを口にしている）。

### 地球教討伐作戦
宇宙暦799年/新帝国暦1年7月27日。ワーレン艦隊による地球教本部（地球・ヒマラヤ山脈のカンチェンジュンガ山地下に位置する、旧地球統一政府要人用巨大シェルター）への討伐作戦。発端となったキュンメル事件の発生は7月6日。出征を決定した御前会議は10日。ワーレン艦隊が太陽系外縁部に到達したのは24日。同日艦隊旗艦サラマンドルの艦橋で討伐を阻止するためにワーレンを狙ったテロが発生。27日に昏睡から脱したワーレンはコンラート・リンザー中佐及び2個大隊に地球教本部の偵察と進路設定を命令。30日までに作戦が終了。8月1日にはワーレン艦隊第1波はオーディンへの帰路に着いた。
御前会議においてビッテンフェルトは主戦論を展開し、自分をその任に就けてほしいと願い出たが、ラインハルトはその願いを却下し、ワーレンに討伐を命じた。これは神々の黄昏作戦でヤンに敗北した3提督の内、ワーレンだけが名誉挽回の機会を得ていなかった事による。命令を受けたワーレンがオーディンを出立した日は明記されていないが、日を置かず高速艦艇だけ（5440隻）で出立し、航行途中で艦隊編成をしている点から、御前会議の翌日もしくは翌々日ではないかと推測される。太陽系外縁部に到達した24日、艦隊旗艦サラマンドルの艦橋で行われた作戦会議の後、ワーレンは兵士に扮した地球教徒に毒を塗ったナイフで襲われた。一命を取り留めたが、毒に侵された左腕を失ったワーレンは、その事から右腕の無いリンザーを思い出し、先行を命じた。
これに先立つ7月10日、ユリアン一行が地球に到着し、14日に地球教本部に潜入している。先行の命令を受けたコンラート・リンザーは本部内でフェザーンの商人達であると名乗ったユリアン一行の協力を得て各所を制圧し、地球教本部の内部構造を突き止めた。ワーレンはその情報をもとに一箇所を除く各所出入り口をミサイル攻撃でふさぎ、サラマンドルを強行着陸させて装甲擲弾兵を送り込んだ。戦いは最初から帝国軍が圧倒していたものの、命を投げ出してまで反撃してくる教徒の異様な振る舞いに神経が耐えられない兵士が続出した。やがて地球教徒自身によって本部施設が爆破されて崩落し、戦いは終了した。総大主教が脱出せず生き埋めになった事は、脱出したド・ヴィリエ大主教が後日ユリアンに射殺される寸前に語って判明した。
これと平行して、ユリアン達は地球教本部の資料室を発見し、コンピュータに記録されていたデータを一枚の光ディスクにコピーしている。戦闘後に、リンザーから「協力してくれたフェザーンの商人」としてワーレンに紹介されたユリアンはオーディンへの同行を願い出ており、8月1日の艦隊第1波帰還の時に親不孝号で同行している。

### 大親征
宇宙暦799年/新帝国暦1年11月～。ヤンの逮捕に始まるハイネセンの混乱の報告を受けたラインハルトが、バーラトの和約を破棄して同盟を併呑するために決定した作戦。『第二次「神々の黄昏（ラグナロック）」作戦』との呼称も作中に見られる。ただし回廊の戦いを本作戦の一部とする説もある。
11月1日、レンネンカンプの密葬が行われた後の会議で自由惑星同盟への再侵攻が決定され、件の会議にてラインハルトの迷いを断ち切らせる発言をしたビッテンフェルトへの栄誉として、ビッテンフェルト艦隊に先発しての出撃命令が出された（11月10日出撃）。
11月10日、ラインハルトが全宇宙のFTL通信を利用して自由惑星同盟の非を打ち鳴らす演説を行い、同時にバーラトの和約の破棄と再度の宣戦布告を宣言した。
11月11日の会議で発表された艦隊陣容は以下の通り（隊列順）。
- ビッテンフェルト艦隊（進発済み）
- ミッターマイヤー艦隊
- クナップシュタイン及びグリルパルツァー各艦隊（旧レンネンカンプ艦隊）
- グローテヴォール、ヴァーゲンザイル、クーリヒ、マイフォーハー各艦隊
- アイゼナッハ艦隊
- ファーレンハイト艦隊
- ラインハルトの直属艦隊（シュトライト、リュッケ、キスリング、ヒルダ、エミール、加えてロイエンタールが統帥本部総長としてブリュンヒルトに乗艦。ロイエンタール艦隊の運用はベルゲングリューンが担当）
- ミュラー艦隊

また、イゼルローン要塞のルッツ艦隊にも出動命令が下される事になった。オーベルシュタインはフェザーンに残留し留守を預かった。
一方、同盟では一旦退役していたビュコックが自主的に復帰し、宇宙艦隊司令長官代理であったチュン・ウー・チェンが正式な手続きもなしに長官の座を返却し、補佐役として艦隊編成を行っている。
また、ビュコックは次の戦いを「大人だけの宴会」だと称し、スーン・スールをはじめとする、30歳以下の将来ある将兵の志願を認めなかった。チュン・ウー・チェンは同時にムライ、パトリチェフ、フィッシャーを辺境任務から呼び戻し、5,560隻の艦艇と供にヤンの元に送り出した。
12月、イゼルローン再奪取の実行部隊がエル・ファシルから進発した日に、ビュコック率いる自由惑星同盟軍最後の宇宙艦隊もハイネセンから進発した。

#### イゼルローン再奪取作戦（第10次イゼルローン攻防戦）
宇宙暦800年/新帝国暦2年1月2日～14日。エル・ファシル革命予備軍となったヤン一党によるイゼルローン要塞の攻略、及びイゼルローンに駐留しているルッツ艦隊との交戦。行動部隊の陣容は、艦隊指揮がメルカッツ、突入部隊がシェーンコップとローゼンリッター、ユリアン、ポプラン、マシュンゴ、及び参加希望者。情報操作担当がバグダッシュ。ヤンが直接指揮を執る事に対して独立政府が難色を示したため、ヤン及びアッテンボローがエル・ファシルに残留した。また、カリンが自分の娘だと知ったシェーンコップが、カリンの参加希望を却下した。その理由は明確には示されていない。
情報操作のための最初の通信がバグダッシュから発せられたのは1月2日。ラインハルトの名前で、艦隊が大親征に参加する事を命じていた。だが翌3日に、前日とは逆に出撃禁止及び内通者捜索の命令が届き、捜索の結果、幾人かの逮捕者が出た。この事で、ルッツは後者の通信の方を信用し、これ以降に届いた出撃を促す通信を無視するようになった。
1月7日、5本目に届いた出撃命令（これがラインハルトからの本当の命令）が届いてもルッツが動かない事を知ったバグダッシュは、脅迫めいた通信を送ってルッツの幕僚を戦慄させた。さまざまな思慮の末、これがヤンの罠だと結論づけたルッツは、逆に罠にかけるべく出撃、要塞を留守にすると見せかけて反転し、要塞と挟み撃ちにする作戦を立案した。ルッツ艦隊の出撃は12日、翌13日にはその報がヤン一党に届き、イゼルローン要塞に向けて出動した。
だがルッツの思惑に反して、イゼルローン要塞は、ヤン一党がトゥールハンマーの射程距離に入った時点で、バグダッシュが発した「健康と美容のために、食後に一杯の紅茶」という通信を受領し、要塞の制御システムをつかさどるコンピュータが機能を停止していた。これは「第9次イゼルローン攻防戦」でヤンが要塞を放棄した時に仕掛けた罠であり、これによってゲートの開閉も防御システムの稼動も不可能となった。
ヤン一党の突入部隊は要塞の軍港に強行着陸し、白兵戦の末、23時20分にAS28ブロックの第4予備制御室を占拠した。ユリアンが制御卓から「ロシアン・ティーを一杯。ジャムではなくママレードでもなく蜂蜜で」と回路に入力してシステムの制御を掌握し、23時25分、帰還途上のルッツ艦隊にトゥールハンマーを発射。これに気づいたルッツは急遽散開行動を命じたものの、艦隊の1割を失った。そしてその光景を見た要塞守備隊の戦意も失われ、守備隊は次々と潰走・降伏していった。
14日0時45分、帝国軍の守将ヴェーラー中将が、部下の安全な退去と引き換えに要塞の放棄に応じる事を打診。意思決定を委ねられたユリアンは7分後に条件を受諾する返答を送り、戦闘は終了した。要塞内の帝国軍、及び損害を被ったルッツ艦隊は撤退した。なお、0時59分に、ピストル自殺を遂げたヴェーラー中将の遺体が執務室で発見された。

#### マル・アデッタ星域会戦
宇宙暦800年/新帝国暦2年1月16日。
大親征にて再度侵攻してきた、皇帝ラインハルト率いる新銀河帝国軍を自由惑星同盟軍最後の正規の宇宙艦隊が迎え撃った戦い。

バーラト星系に侵攻を続ける帝国艦隊と、それに対抗しようとする同盟艦隊の交戦。1月8日、ミッターマイヤー艦隊の前方に1,000隻以上の艦艇が出現。同10日、同盟軍が20,000隻以上の戦力を有している事が判明。同13日、帝国軍の前方、恒星マル・アデッタ付近に同盟軍が布陣。同16日に戦闘開始。
マル・アデッタは不安定な状態の恒星で周囲に無数の小惑星を従えており、同盟軍はその小惑星帯内の狭い回廊の中に「篭城」していた。マル・アデッタ星域の戦略上の価値は前年に両軍が対峙したランテマリオ星域より低いとされていたが、戦術的には遥かに難所とされていた。そのため、数で勝る帝国軍には「一隊が同盟軍を抑えて、本隊がその隙に同盟首都ハイネセンを陥とす」策もあり、「常識的な事を言わなければならない」という見地で幹部を代表してシュトライトがそれを述べた。しかし、それは文字通り「言ってみただけ」であり、ラインハルトは「老将の死を覚悟の挑戦、受けねば非礼にあたる」とマル・アデッタで戦う事を選び、もともと乗り気だった幹部たちもそれに同意した。その為、会戦当初の地の利は同盟軍に傾くことになった。
同盟の艦隊司令官はビュコック。参謀長はチュン。分艦隊司令官はカールセン。参加幕僚はザーニアル少将/マリネッティ少将（この二人はOVA版のみ登場）など。戦力は推定で艦艇20,000～22,000隻/将兵230万～250万人（自由惑星同盟がこの後滅亡するなどの事情で、正確な記録が無いと設定されている）。なお、副官のスールは別の命令を受けてムライ達に同行してヤンの元に向った。
戦闘態勢に入った帝国軍の陣容は、中央部がラインハルトの直属艦隊。左翼がミッターマイヤー艦隊、右翼がアイゼナッハ艦隊、後衛がミュラー艦隊、予備兵力がファーレンハイト艦隊、前衛はクナップシュタイン/グリルパルツァーの両艦隊。なお、先行したビッテンフェルト艦隊は連絡が取れず、戦闘開始時には参戦出来なかった。
16日10時30分、正面からの砲撃戦開始。第1撃の後、同盟軍が小惑星帯に撤退。グリルパルツァー艦隊が追撃したが逆撃され、3割の損害を出して撤退。ラインハルトはファーレンハイト艦隊を同盟軍の背後に差し向け、同時にクナップシュタイン艦隊に陽動を命じた。13時にクナップシュタイン艦隊が攻撃を開始したが、逆に多くの損害を出して苦戦に陥る。15時40分にファーレンハイト艦隊が同盟軍背後にまわり込む事に成功したが、16時20分、左側背からカールセンの分艦隊が攻撃を開始。ファーレンハイト艦隊は後退を余儀なくされた。20時30分、カールセン艦隊は迂回して帝国軍本隊の背後に回り込み、ミュラー艦隊と戦闘を開始。その背後にはファーレンハイト艦隊が、さらにその背後にはクナップシュタイン艦隊を機雷で足止めしたビュコックの同盟本隊が続いた。その後、2つの同盟艦隊は連携を以って帝国軍本隊攻撃を試みたが、ミュラー艦隊とファーレンハイト艦隊、21時18分に右翼から迂回して戦いに加わったアイゼナッハ艦隊の抵抗に遭い、進軍を止められていた。22時、恒星風の影響で帝国軍の艦列が乱れたのを機に、同盟軍は一気に進撃を試みたが、側面からミッターマイヤー艦隊が突入したためまたも進撃を止められた。そして22時50分、先行していたビッテンフェルト艦隊が戦域に到着し、攻勢が限界に来ていた同盟軍に攻撃を加えた。23時10分、カールセンが乗艦ディオメデスと共に戦死。この時点で8割が失われた同盟軍は敗走を開始したが（OVA版ではビュコックが全鑑に対し戦線離脱を許可している）、艦隊旗艦のリオ・グランデと、その意を汲んだ100隻程度の艦艇が、味方の退路を確保するため戦闘を継続した。
23時30分、（ヒルダに説得された）ラインハルトの意を受けたミッターマイヤーが降伏を勧告したが、ビュコックは勧告を拒否。ラインハルトは砲撃を命じ、リオ・グランデは破壊され、ビュコックとチュン、艦長のエマーソンは乾杯しながら消滅した。
この会戦の後、自由惑星同盟は国家としては滅亡を遂げ、「銀河帝国軍対自由惑星同盟軍」という戦いの図式はこれを以って終了した。
一方ヤンは、ビュコック戦死の凶報を聞いて、己の判断の甘さを心から悔いた。もしヤンが、ビュコックが残存艦隊を率いてラインハルトと戦う事を要塞攻略戦時に知らされていたら、ヤンはおそらく（ビュコックとともに）生涯で初めて勝算なき戦いに身を投じたであろう、という見方も存在する。

#### 自由惑星同盟の終焉
帝国軍はマル・アデッタ星域の会戦で最後の同盟軍艦隊を撃破したが、その直後の祝宴のさなかにイゼルローン要塞が再奪取された事を知った。状況の変化に帝国軍は愕然としたが、作戦に変更は無く、そのままハイネセンに向って再発進した。ラインハルトは急行する事を考えていたが、ヒルダの助言によってゆっくりと進行し、同盟の動揺を誘った。意図は的中し、2月2日に同盟元首のジョアン・レベロが統合作戦本部長のロックウェル大将とその部下たちに射殺され、自由惑星同盟は降伏を宣言した。帝国軍はハイネセンを無血開城し、ラインハルトは手始めにロックウェルら裏切者の売国奴たちを許すことなく銃殺に処した。しかし、ラインハルトは彼ら以外の同盟市民には一切危害や処罰を加えず、その予想外の寛大さに同盟の世論は反抗心をくじかれ、帝国支配を暗黙の是とした。
そして宇宙暦800年/新帝国暦2年2月20日、ラインハルトは冬バラ園の勅令（正式名称は宇宙暦800年2月20日の勅令）で、一貫して辺境の叛徒扱いだった自由惑星同盟を国家として公認し、同時に同盟の消滅を宣言した。

### 回廊の戦い
宇宙暦800年/新帝国暦2年4月20日～5月18日。ヤン一党（エル・ファシル革命予備軍）と帝国軍の戦い。ヤン・ウェンリー最後の戦いであり、ラインハルトが一度に動員した戦力としては最大級のものとなった。
元よりこの戦いは、言ってみればラインハルトの私戦の性格が強いものであった。あえて多大な犠牲を払ってイゼルローン要塞を攻略する意味は無く、回廊の出入り口を封鎖しておけば、ヤン一党はいずれ衰退を余儀なくされる。あくまでヤンと勝負してみたいというラインハルトの欲求こそが、戦いの最大の動機であった。ロイエンタール、ミッターマイヤーともにこの戦いにラインハルトが親征することに反対しており、ヒルダに至っては面と向かってラインハルトに反対の意を表明していた。しかしラインハルトは、それを承知で戦いに臨んだ。
4月20日の時点で、ヤン一党の兵力は艦艇28,800隻（うち3割近くが修理や整備を必要とする傷物とされている。実戦参加した隻数は記述が無いが、OVAではメックリンガー艦隊を牽制するに当たって2万隻以上を投入して、ナレーションがヤン艦隊のほぼ全軍と解説している）/将兵254万7400人。ヤンは流浪時に乗艦としたユリシーズをそのまま旗艦とし、ヒューベリオンはメルカッツが乗艦とした。アッテンボローはマサソイト、フィッシャーはシヴァ、マリノは引き続きムフウエセを乗艦にしている。

#### 前哨戦
初戦で対決したのは、先発したビッテンフェルト艦隊15,900隻とファーレンハイト艦隊15,200隻、加えて帝国領からイゼルローンに接近したメックリンガー艦隊15,900隻。
戦いに先立って、ビッテンフェルトはヤンに挑発的な降伏勧告を送り、ヤンはそれを利用してメルカッツの裏切りという虚偽の通信を送り返した。ビッテンフェルトとファーレンハイトは信用しなかったが、相手の出方を待つ必要に迫られ、結果として受動的な立場に追い込まれた。この策謀で2艦隊の足を止めたヤンは、20,000隻以上を率いてメックリンガー艦隊に向かった。自分の艦隊より大きな兵力の接近により、メックリンガーはヤン艦隊は全体として5万隻以上存在するものと判断し慎重に後退し、それを確認したヤンは反転してビッテンフェルト/ファーレンハイト艦隊に向かい、4月27日、アッテンボローの擬態で回廊に引きずりこまれたビッテンフェルトと交戦状態に突入、平行してファーレンハイトも攻撃を開始した。
戦いは消耗戦となったが、狭い回廊のために身動きがとれず、さらにフィッシャーの巧みな運用によってヤン艦隊に包囲される形となり、帝国軍がより多くの損害を出していた。ビッテンフェルトは正面突破に活路を得ようとしたが、ヤンの包囲は崩れず、一旦後退した。代って前線に突出したファーレンハイト艦隊は、おとり役を演じたアッテンボローの艦隊に砲火を集中し、一旦はヤンの本隊に肉薄したが、突出したため反撃を受ける事となった。この時再編成を済ませたビッテンフェルト艦隊が合流したが、一箇所に集まったため逆に集中砲火を浴びる結果となり、ファーレンハイト艦隊は右翼のメルカッツ艦隊に追い込まれた（この時右翼艦隊に所属していたカリンが初めてスパルタニアンで実戦に出陣し、一機を撃墜して無事に生還している）。
4月30日23時15分、回廊から脱出する僚艦の援護射撃をしていたアースグリムの艦橋が被弾した。ファーレンハイトは瀕死の重傷を負い、幕僚も死亡した。ファーレンハイトは従卒の幼年学校生に遺言を伝えて死亡。アースグリムは同25分に撃沈した。2艦隊は回廊から撤退し、ラインハルトの本隊に合流に向った。ビッテンフェルト艦隊の損害は艦船15,900隻中6220隻、人員190万8000人中69万5700人、ファーレンハイト艦隊の損害は艦船15200隻中8490隻、人員185万7600人中109万5400人。戦死したファーレンハイトは元帥に昇進し、メルカッツは3日間の喪に服し作戦会議に代理出席したシュナイダーも喪章を胸につけて席に着いた。

#### 本戦
帝国軍本隊はビッテンフェルト/ファーレンハイト艦隊の残存部隊と合流し、5月3日に回廊に侵攻した。この時点での帝国軍本隊の兵力は艦艇14万6600隻/将兵1620万余人。対するヤン一党の兵力は2万隻を切っていた。
アッテンボローが回廊の入り口に500万個の連鎖式爆発機雷を敷設しており、帝国軍はこれを排除しなければ回廊に突入出来なかった。帝国軍はこれに対して統帥本部総長ロイエンタールの案を採用し、まずブラウヒッチ大将の艦隊が半日をかけて機雷原にトンネル状の通路を穿ち、ヤン艦隊に攻撃を開始、ブラウヒッチがヤン艦隊の耳目を集めている間に指向性ゼッフル粒子を使って同時に5箇所のトンネルを開け、そこから各艦隊を侵攻させる、ヤン艦隊が分散する隙に最初にブラウヒッチが開けたトンネルから本隊が突入した。この作戦によって帝国軍は回廊内に橋頭堡を築くに至った。
5月4日12時0分、総旗艦ブリュンヒルトが回廊に突入。分艦隊を指揮するアッテンボローは集中砲火によって対抗し、そこから砲撃戦が展開される。だが狭い回廊内では混乱も多く、ミッターマイヤーの立てた半包囲作戦も通信状態も十分とは言えず、大部隊が行動する空間的余裕も乏しかったため味方が作戦通りに動いてくれず失敗した。これを問題としたミッターマイヤーは、後方では戦場の様子が把握しにくいとして20時15分に総旗艦ブリュンヒルトから自らの旗艦ベイオウルフに移乗して陣頭指揮を執り始めた。疾風ウォルフの戦線参加で帝国軍は勢いづいたが、戦闘自体は膠着したままだった。バイエルラインの部隊約6000隻を突出させてヤン艦隊の一角を突き崩そうとした作戦が失敗に終わった後、ミッターマイヤーは戦力を火力重視と機動力重視の部隊を1000隻程に細分化してヤン艦隊の戦力を削り取る作戦を使ったが、これも遊兵を作り出す結果となった。
5月6日、ヤン艦隊はメルカッツの作戦で帝国軍の左翼を集中砲火し、帝国軍本隊が左翼に移動した瞬間を狙ってマリノの分艦隊がブリュンヒルトに向った。シュタインメッツがこれに気づいて防御陣を敷いたが、そのためヤン本隊に向う事が出来ず、ヤンとメルカッツの艦隊の集中砲火を浴びた。11時50分、艦隊旗艦フォンケルが被弾し艦橋が大破、シュタインメッツは破壊された船体の下敷きになり、親しくしていた女性の名前を呼んだ後に絶命した。報告を受けたラインハルトは、シュタインメッツに代ってヒルダを大本営幕僚総監に任じたが、帝国軍の混乱は収まらなかった。
戦線崩壊の危機を感じたロイエンタールは、バルトハウザー艦隊に側面攻撃をさせてヤン艦隊の足を止め、その間に本隊を後退させて体勢を整える作戦を献じたが、各艦隊がロイエンタールの思い通りに動かず、逆にヤン艦隊につけ入る隙を与えた。あと一歩でブリュンヒルトを討ち取るという時、ラインハルトが瞬時にヤン艦隊の艦列の攻撃ポイント（OVAでは、俯角30度・2時方向）を見抜き、自ら砲撃を指揮した。効果的に損害を与えられたヤン艦隊は撤退し、ロイエンタールは改めてラインハルトの天才ぶりを認識したが、この時ラインハルトの身体に異変が起こっていた。
5月7日23時、一旦要塞に撤収して態勢を整えたヤン艦隊は再び戦闘を開始した。ミュラー艦隊が前線に出て交戦を開始、さらに帝国軍の各艦隊もヤン艦隊に攻撃を加えたが、数が多いゆえに回廊の地形を有効に利用出来ず、戦線は混乱を極めた。8日になっても状況は変化しなかったが、そんな中、ベイオウルフが被弾し、一時はミッターマイヤー戦死の報が帝国を駆け巡った。本人みずから虚報である事を報告したが、この事がきっかけとなり、ラインハルトは戦法の変更を決意。9日の御前会議で作戦の変更が告げられ、10日に戦闘が再開された。一艦隊が縦列突撃しつつ最後の一発まで撃ちまくってから反転し、その直後に次の艦隊が、そして次の次の艦隊も続けて突入し続けるという、単純だが最も効果的なタッグマッチ戦法であった。
この手段を選ばない物量作戦に直面したヤンは、慎重に艦隊を運用して対抗し、第1陣のミュラー艦隊、第2陣のアイゼナッハ艦隊、第3陣のミッターマイヤー傘下の提督たちが指揮する艦隊（ミッターマイヤー自身は、旗艦ベイオウルフの損傷もあってラインハルトに出撃を禁止された）、15日19時20分の第4陣の黒色槍騎兵艦隊（ビッテンフェルト艦隊に旧ファーレンハイト艦隊を含む）の後退までは持ちこたえた。だがこの時フィッシャーが戦死し、ヤン艦隊は艦隊運用の要を失ってしまう（フィッシャーの艦隊運用に依存する所が大であったヤン艦隊にとっては致命傷であった）。しかし、同時に帝国軍も多大な犠牲を出し、純戦術的には帝国軍の猛攻をヤン艦隊が耐え抜き、帝国軍が一時撤退を余儀なくされたという状況であった。
ヤンは意気消沈しつつ機雷を敷設しなおし、帝国軍の撤退を見て、イゼルローンに一時戻る事を決めたが、その途中である18日、ラインハルトから停戦と会見を呼びかける通信文が届き、戦闘は終了した。帝国艦隊と異なり連戦を強いられたヤン艦隊のメンバーは、出番のなかったローゼンリッターのメンバーを除き、過度の睡眠不足となっており、フィッシャーを失ったことによる艦隊運用の困難とあいまって、これ以上戦闘を継続するのは不可能といえる状態まで追い込まれており、この時に帝国軍がさらなる攻撃を行っていれば、ヤン艦隊の敗北は必至の状況（もちろん帝国軍はその事実を正確に把握していないが）であった。この時、帝国軍は200万の将兵と2万4400隻を失った。
なお、ラインハルトが圧倒的に有利な状況にありながら停戦と会見を呼びかけたことに対し、ヒルダは、ヤンに対する敬愛、多大な犠牲を出した事への自責の念、戦況の推移に対しての苛立ち、そして戦闘以外で状況を打開できないかというラインハルトの総合的な判断によるものであると推察した。しかし、ラインハルト自身はあくまでも「キルヒアイスが夢に出てきて、これ以上の流血は無用と諌めた」と主張した。そして、帝国軍の誰もがそれで納得した。

### ヤン・ウェンリー暗殺事件
宇宙暦800年/新帝国暦2年6月1日2時55分。
5月20日、イゼルローン軍はラインハルトからの通信文を討議した上で、会見に応じる事を決定し、5月25日、ヤン及び随員のパトリチェフ、ブルームハルト、スール、加えてロムスキーとその側近達がラインハルトとの会見に応じるため巡航艦のレダIIで出発した。なお、ヤンの副官であるフレデリカは風邪で同行出来なかった。また、明確な理由は不明ながら、ヤンはユリアンを同行させなかった。
レダIIが出発して3日後、ボリス・コーネフ達がイゼルローンとの通信可能宙域に到着し、アンドリュー・フォークがヤンの暗殺を謀っているという情報をもたらした。ユリアンやシェーンコップ達は直ちにレダIIの後を追った。
5月31日23時50分、3次元チェスを終えたヤンは、自室に向かってシャワーを浴び、翌6月1日0時25分にベッドに入ったが、寝付けないため睡眠導入剤を服用して怪奇小説を読み始めた。0時45分、眠ろうとしたヤンの元に「帝国軍（の内部に浸透していた地球教の暗殺部隊）からフォークの暗殺計画と武装商船の奪取に関する通信が届いたため艦橋に来て欲しい」と連絡が入った。薬のため半分寝ぼけた状態のヤンが艦橋に出向いたのと前後して、フォークが乗っ取った武装商船を帝国軍の駆逐艦が破壊したと通信が入った。挨拶のため移乗したいという駆逐艦からの要請にスールは疑問を口にしたが、ロムスキーやその側近は要請を受諾した。レダIIに移乗した途端に本来の姿を現した地球教徒達は、ロムスキー達を射殺してヤンを探し始めた。事態の急変に気が付いたヤンの随員達は、ヤンを逃がす一方で応撃を開始したが、ヤンを奥の扉に押し込んだパトリチェフが射殺され、続いてスールが負傷した。
2時4分、レダIIと帝国軍の駆逐艦がいる宙域にユリシーズが到着し、ユリアンとマシュンゴ、そしてシェーンコップが率いるローゼンリッターの隊員達がレタIIに乗り込んで来た。ユリアン達は敵を倒しながらヤンを探し始めた。
2時40分、一人で船内を歩いていたヤンの前に、帝国軍の軍服を来た男が現れ、ヤンを銃撃してそのまま逃走した。太ももの動脈叢（そう）を撃ち抜かれたヤンは、多量の出血によって立っていられなくなり、通路の壁ぎわに座り込んで、そのまま意識を失くし、2時55分に死亡した。33歳であった。
3時5分、ユリアンがヤンの遺体を発見した。直後に現れた帝国軍の軍服を着た数名がユリアンの狂乱によって殴り殺された後、マシュンゴが死体を抱きかかえてシェーンコップ達の元に戻った。ブルームハルトの死を見届けたシェーンコップは、続いてヤンの死を知り、震える手で敬礼を施した後、ユリアンに敵が地球教徒である事を知らせた。ヤン達の遺体と生け捕りにした地球教徒をユリシーズに移した後、3時30分、ユリアン達はその場を離れた。
6月3日11時30分、ユリシーズがイゼルローンに帰還した。ユリアンはキャゼルヌ夫人に促されて自分でフレデリカに報告し、6日、司令官代行としてヤンの葬儀を行った。同日19時10分、イゼルローンから発せられたヤンの死を知らせる通信文を帝国軍が受信し、25分、ヒルダによってラインハルトの元に届けられた。ラインハルトは憤激にかられてヒルダに八つ当たりした後落ち着きを取り戻し、ミュラーを弔問の使者に指名した。
結局ラインハルトは喪中の敵を討つを潔しとせず、またミッターマイヤーはイゼルローン攻略に元より反対だった事から、帝国軍は撤退する事になった。ロイエンタールはヤン存命中の（採るべき）戦略が死後においてもそうとは限らない（ヤンがいたからこそイゼルローン攻略はすべきではなかったのであり、ヤンがいない今は攻略の好機）という事から撤退には賛成では無かったのだが、ラインハルトとミッターマイヤー双方が攻略に反対しているなら自分のほうが折れるべきという事で、撤退に賛成する事になる。翌7日、帝国全軍に撤退命令が発令され、各提督達は戦後処理に奔走する事となった。

### ウルヴァシー事件
宇宙暦800年/新帝国暦2年10月7日。ガンダルヴァ星系の惑星ウルヴァシーで発生したラインハルト暗殺未遂事件。
9月9日、新領土の総督となったロイエンタールがラインハルトに行幸を求めた。これと前後してロイエンタールの叛意が帝都で噂になっており、それに基づいてオーベルシュタインが自制を求めたが、ラインハルトはそれを却下し、一個艦隊の護衛も拒絶した。だが今回は、ミッターマイヤー以外の提督達も不安を拭い切れず、ラインハルトに指名されたミュラーに加え、ルッツも、ハイネセンにいる妹とその夫の話を持ち出して同行を志願した。ラインハルトはこれを認め、さらにミッターマイヤーの提案によって50～100隻の護衛が認められた。なお、これに先立って私的な問題が生じていたヒルダはフェザーンに残留した。
10月7日、ハイネセンに先立って戦没者慰霊のためにウルヴァシーに立ち寄り、21時10分に司令部に隣接した迎賓館に入った一行は、23時30分になって、ヴィンクラー中将率いる駐留軍50万の動向に不審な様子がある事を知り、とりあえず総旗艦ブリュンヒルトに戻る事を決めた。だが軍事宇宙港に向かう途中で車が襲撃され、さらに通信でブリュンヒルトが攻撃を受けている事が判明したため、一行は近隣の人造湖でブリュンヒルトと合流する事にした。車を捨てて人造湖に向かう途中で、虚報でおびき出されていたリュッケとも合流したが、その直後にラインハルトを狙う帝国軍人達と遭遇した（その上官の言葉でラインハルトに賞金10億帝国マルクがかけられている事が判明している）。その一人が寝返って仲間を撃ち、謝罪の後に同行を許されたが、直後に後続の追撃者に射殺されてしまい、このままでは追撃されると判断したルッツが、居残って退路を守る事を申し出た。ミュラーは反対し、更にミュラーに加えてキスリングも残ると申し出たが、ルッツの決意が固いと察し、苦渋の思いで銃のエネルギー・パックを渡して先を急いだ。ラインハルトはルッツに、最後は降伏しろと命じたが、ルッツはそれに反してブリュンヒルトが離水するまで抵抗を続け、最後は左胸部と側頭部を撃ち抜かれて絶命した。
この事件は、グリルパルツァーの調査によって地球教の仕業と判明したが、背後でラングとルビンスキーが暗躍し、ロイエンタールが叛するように仕向けていた様子がうかがえる。しかし、自分の立場を強化することを考えたグリルパルツァーにより、地球教によるものという情報が隠匿され、ルッツの死も重なってロイエンタールは叛逆せざるを得ない状況に追い込まれてしまう。この2つの要素が無ければこの謀略は成功していなかった可能性があるとも言われている。なお、後になってメックリンガーによる再調査が行われ、事件の真相が明らかになった。

### 第2次ランテマリオ会戦
宇宙暦800年/新帝国暦2年11月24日～。叛乱を起こしたロイエンタールと、討伐を命じられたミッターマイヤーの戦い。「双璧の争覇戦」とも。
きっかけとなったウルヴァシー事件が発生したのは10月7日、叛乱発生の日時は明確な宣戦布告が無いため不明だが、行方不明だったブリュンヒルトが発見された10月29日には、既に叛乱が既成事実となっていた。ラインハルトがミッターマイヤーに（拒否権付きで）討伐を命じたのは11月1日、ミッターマイヤー艦隊及び配下に加わったビッテンフェルト、ワーレン艦隊が影の城付近に集結したのは同4日、ラインハルトがロイエンタールの新領土総督の地位と元帥号を剥奪したのは同16日（会戦後に元帥号剥奪は撤回されている）、同日ロイエンタールはミッターマイヤーと最後の交信を行ったが、交渉は決裂している。
ロイエンタール側の兵力は艦艇35,800隻/522万6400人（ただしこれは新領土総督に任じられた時の兵力。その後の損害や脱落は不明だが、開戦時に約520万と記述されている）。配下のグリルパルツァーは、派遣されていたウルヴァシーの捜査から戻ってきた時点で裏切りを企んでいたが、表面上は叛乱に同調し、クナップシュタインもグリルパルツァーに説得されてロイエンタールに協力を約束した。
ミッターマイヤー側の兵力はビッテンフェルト、ワーレン両艦隊を合わせて艦艇42,770隻/将兵460万8900人。これに加えてメックリンガー艦隊11,900隻がイゼルローン方面から侵攻している。ただし開戦時はミッターマイヤー艦隊（将兵259万人）のみであり、ビッテンフェルト、ワーレンは遅れて戦場に到達する。
11月24日9時50分。対峙した両艦隊は正面から砲撃戦を開始した。当初は戦力差からミッターマイヤーが不利だったが、機動能力を最大限活用して戦況を拮抗させていた。25日8時30分、ビッテンフェルト艦隊の内脱落を免れた約1万隻が戦場に到着し、ロイエンタール軍の左翼に攻撃を開始した。同日19時、ワーレン艦隊が到着し、戦力比はほぼ対等となった。だがその直後、バイエルラインの分艦隊がロイエンタールの策略で包囲網に引きずり込まれて損害を出し、副司令官のレマー中将は戦死した。
ミッターマイヤーはロイエンタール軍の弱点が、配下になって間もないクナップシュタインやグリルパルツァーにあると考え、攻撃を集中した。29日6時9分、クナップシュタインが乗艦もろとも戦死。そのためクナップシュタイン艦隊は指揮系統を失い戦力を低下させたが、ロイエンタールは巧緻を極めて不利な戦況を転換し、旧ファーレンハイト艦隊と合併したばかりで統合がまだスムーズでないビッテンフェルト艦隊に打撃を与えた。ビッテンフェルト艦隊の各艦艇は後退の気配を見せたが、「退く奴は砲撃する」というビッテンフェルトの暴言をオイゲンが通信で流したため、かろうじて踏みとどまり、シュワルツ・ランツェンレイターと旧ファーレンハイト艦隊との反目も逆に好作用して猛反撃に転じた。30日16時、そのビッテンフェルト艦隊が後退してロイエンタール軍が一時優勢となり、火力と機動力を駆使して左側面から反包囲しようと試みたが、ワーレン艦隊の奮闘で阻止された。
戦闘はその後も続いたが、12月3日、メックリンガー艦隊がイゼルローン回廊を通過してハイネセンに向っているという報告を受けたロイエンタールは、戦闘継続を断念して後退に転じた。ミッターマイヤーはなおも追撃したが、12月7日、反転迎撃を始めようとしたロイエンタール軍に、その一艦隊であるグリルパルツァー艦隊が攻撃を加え始めた。裏切りに気がついたロイエンタールは反撃に転じたが、乗艦のトリスタンが被弾し、吹き飛ばされた艦の建材の一部がロイエンタールの左胸部を貫いた。また、グリルパルツァー艦隊の裏切り行為に対して、最も激しく応戦したのが、グリルパルツァーとの共犯関係を知らなかったクナップシュタインの残存艦隊であったのは皮肉といえる。彼らは上官であるクナップシュタインが最後までロイエンタールに忠節を尽くした末に戦死したと思い込み、その死を深く悼んでんでいた為、それを嘲笑うかのように土壇場でロイエンタールを裏切ったグリルパルツァーの背信行為に怒り狂い、自発的に猛反撃を敢行した。一方のグリルパルツァーの部下たちもまた、上官の背信行為を知らされていなかった為、突然味方を裏切れという命令に困惑し、躊躇している間に反撃を受けて爆沈される艦が相次いだ。最終的にグリルパルツァーは返り討ちにされ、ロイエンタール艦隊主力は指揮系統の潰乱により烏合の衆と化したが、ディッタースドルフ分艦隊が殿軍として残り、ロイエンタールは戦場を脱出してハイネセンに撤収、戦闘は終了した。
ロイエンタールは瀕死の身ながらなお毅然としてハイネセンに帰り着き、民事長官エルスハイマーの軟禁を解いて政務と軍務の全権を掌握してほしいと頼みこれを承諾させる。そして、ヨブ・トリューニヒトを呼び出すが、席上ラインハルトに対する侮辱の言葉を吐いたトリューニヒトを射殺する。次にエルフリーデ・フォン・コールラウシュが初めてロイエンタールとの子を連れて現れる。ロイエンタールはミッターマイヤーにその子を託せと言って殺すなら自分の銃を使えと言うが、エルフリーデ・フォン・コールラウシュは子供を置いていずこかに消えてしまう。酒盃を前にミッターマイヤーを待ったが、ミッターマイヤーは親友の死に際に間に合わなかった。また、副司令であったベルゲングリューンも直後にロイエンタールの後を追う形で自ら命を絶った。

### 第11次イゼルローン攻防戦
宇宙暦801年/新帝国暦3年2月12日～14日。イゼルローン（共和政府）革命軍と帝国軍艦隊との交戦。ユリアンが初めて作戦を立案し、艦隊指揮を執った作戦でもある。この年の初頭からハイネセンで頻発したテロや暴動に関連して、イゼルローン共和政府の立場を明確にしなければならないという政略的配慮が必要になり、ユリアンが戦う事を決断した。
イゼルローン軍が進発したのは2月7日。回廊の帝国本土方面の警備を担当していたヴァーゲンザイル艦隊に向かい、それを知ったワーレン艦隊は後背を突くため2月8日に進発した。この時点で、ヴァーゲンザイル艦隊は8,500隻、旧同盟領に駐留するワーレン艦隊は15,600隻。対するイゼルローン軍はユリアン率いる本隊が6,600隻、これに加えてメルカッツが率いる別働隊が本隊に先発して出撃し旧同盟領方面に布陣した。
戦闘開始は2月12日4時35分、帝国本土方面の出口に近い宙域で、イゼルローン軍本隊とヴァーゲンザイル艦隊が交戦を始めた。砲撃戦に加えて単座式戦闘艇どうしの空中戦が展開され、ポプラン率いるスパルタニアンのチームが損失16機に対してワルキューレ104機撃墜という戦史に残る戦果をあげた。イゼルローン要塞に近づけてトゥールハンマーを使うというのがイゼルローン軍の作戦であったため、全体としては帝国軍が進み、イゼルローン軍は後退した。ヴァーゲンザイルはこの作戦に気がついていたが、平行追撃に持ち込めばトゥールハンマーを無力化出来ると考え、前進を続けた。
2日間の退却戦の後、イゼルローン軍はヴァーゲンザイル艦隊をトゥールハンマーの射程に引きずり込んだ。それに気がついたヴァーゲンザイルは退却を始めたが、トゥールハンマーの一撃を受けて混乱状態に陥った。一方のユリアンは逆方向から進撃するワーレン艦隊に向った。この時点でヴァーゲンザイル艦隊はメルカッツの別働隊を認識出来る位置にあったが、自分達が逃げるのに精一杯でワーレン艦隊にその報告をしなかった。
一方ワーレン艦隊はヴァーゲンザイル艦隊の援護のために危険宙域に留まり、トゥールハンマーのエネルギー充填までの時間を見計らってイゼルローン本隊と交戦に移った。時間的にも数的にも勝算はあったが、それまでワーレン艦隊の死角に潜んでいたメルカッツの別働隊が左側面から攻撃を開始し、結果としてワーレン艦隊はトゥールハンマーの直前で立往生する形となった。艦隊運用の目論みが外れたワーレンは態勢を整えつつ撤退を始めようとしたが、20時15分エネルギー充填を完了したトゥールハンマーの砲撃を受け、さらに200秒後に第2撃を受けた。多数の艦艇が破壊もしくは戦闘不能となったワーレンは、ヴァーゲンザイル艦隊の撤退を確認した上で、20時45分に撤退命令を出した。
21時40分に帝国軍の完全撤退を確認したユリアンはイゼルローン要塞へ帰還。帝国軍の戦死者は推定40万とささやかなものではあったが、ヤンの死後民主共和勢力が初めて帝国軍に勝利したという意味で政治的に大きな勝利となった。

### オーベルシュタインの草刈り
宇宙暦801年/新帝国暦3年3月21日～5月20日。
第11次イゼルローン攻防戦での敗退や新領土で発生している混乱に対して、帝国は2月18日に皇帝親征を行う事を発表した。だが翌19日になってラインハルトが高熱を発し、3日間も下がらないという状態になったため、親征は延期され、その代わりに軍務尚書のオーベルシュタインが全権代理として派遣された。
3月20日にハイネセンに到着したオーベルシュタインは、翌日から直属の陸戦部隊を使って「危険人物」とされる旧同盟の要人を始めとして五千人以上を連行/収監し、4月10日、イゼルローン共和政府及び軍に対して、彼らの解放を欲するのならハイネセンに出頭せよと通達した。
これに先立つ4月1日、オーベルシュタインに同行していたビッテンフェルトとミュラー、及びガンダルヴァ星域から到着していたワーレンが、その方法を良しとせずオーベルシュタインに談判を持ちかけたが、論争の過程でオーベルシュタインが帝国の実戦部隊に対する誹謗（言われた側はそう受けとった）を口にしたため、ビッテンフェルトがオーベルシュタインにつかみかかるという事態が発生した。ビッテンフェルトは謹慎を命じられ、ミュラーとワーレンも退去を命じられた。4月4日、この経緯がラインハルトに知らされ、ラインハルトはヒルダと相談の上、延期になっていた皇帝親征を行う事を決めた。なお、ビッテンフェルトの処分に対する黒色槍騎兵艦隊の反発は大きく、4月6日にはダウンディング街において黒色槍騎兵艦隊の兵士がオーベルシュタイン指揮下の憲兵隊と乱闘に発展。乱闘は発生わずか30分で1個分隊規模から1個連隊規模へ拡大し双方に多数の重軽傷者を出した挙句、最終的には双方ともバリケードを挟んで互いに銃を向けあう騒ぎとなり、ワーレンやミュラーがこの事態の解決に奔走することとなった。
イゼルローン側は議論の末、政府代表のフレデリカと軍代表のユリアン、及び軍幹部のシェーンコップやアッテンボローがハイネセンに向かう事になった、また「佐官は残れ」というシェーンコップの提案をリンツやスールは不承不承ながら受諾したが、ポプランは無視して強引に同行した。なお、キャゼルヌは、名目上は留守のイゼルローン要塞を管理運営する責任から（ただし本当は家族がいるため）、メルカッツはユリアンの懇請によって艦隊運用のために残留した。
4月16日深夜、旧同盟要人を収監したラグプール刑務所での暴動（「血と炎の四月一六日」事件）をきっかけにハイネセン各所でテロ事件が発生、騒乱状態となり、この時現場指揮に駆けつけた軍務省官房長フェルナー少将が警備兵の誤射で負傷して後に入院することになり、夜明け後鎮圧にあたっていたワーレン上級大将が謎の銃撃を受けているが外れた。4月17日、乗艦のユリシーズ及び護衛部隊が回廊を出て帝国の哨戒域に入った時点でハイネセンの状況が届き、彼らは様子を見るため一旦引き上げる事となった。しかし18日、随行する巡航艦の故障がきっかけとなり、百隻ほどの帝国艦隊に追撃される事態が生じた。アッテンボローの艦隊運用によって回廊に逃げ込む事に成功し、さらにメルカッツの救援によって回廊内で安全を確保したが、ユリアンは今後の展開を見越してフレデリカのみをイゼルローン要塞に戻し、そのまま回廊の出口付近に艦隊を展開させた。
一方、騒乱事件の報はハイネセンに向かっているラインハルトにもたらされ、作中最後となる激怒を起こしたラインハルトはオーベルシュタインの不手際を責めた。オーベルシュタインはその叱咤を受けながらも、4月29日にはルビンスキーを逮捕している。5月2日、ハイネセンに到着したラインハルトは、御前会議の席でビッテンフェルトによる謝罪と告発を処理した後、収監していた者たちを5月20日に解放する事を公表し、同時に、改めてイゼルローン共和政府に対して出頭を呼びかけた。これによってラインハルトは旧同盟人民より賞賛を受け、オーベルシュタインへの反感はラインハルトへの好感へと変わった。そして政治的に不利になった事を悟ったユリアンは出頭する事を考え始めていたが、実行する前にシヴァ星域会戦が発生した。

### 柊館（シュテッヒパルム・シュロス）炎上事件
宇宙暦801年/新帝国暦3年5月14日。フェザーンで発生したテロ事件。
11時15分、憲兵本部に「地球教のテロ」を予告する匿名の電話があり、その15分後にローフテン地区の油脂貯蔵庫で爆発が発生、さらに市外との通信システムの一部が破壊されるなど各所で連続して異変が生じたため、憲兵隊と首都防衛部隊は戦力を分散させて対処した。これがテロを起こした犯人の目的だった事が後に判明したが、この日、ケスラーが視察のため帝国中心地区を離れていたため、当初この目論見に気が付くものはいなかった。15時になってようやくケスラーが事情を知り、目的がヒルダとそのお腹の子供である事を察知して兵力をヒルダ達のいる柊館（柊宮）に向かわせたが、既に暗殺犯たちは柊館に入っていた。
この日、アンネローゼが柊館を訪ねてきており、暗殺犯たちが次々に二人を狙ってきた。ケスラー達は館の外までたどり着いていたが、館に火事が発生しており、探査システムが役に立たないため動きがとれなかった。だが、その時外出先から戻ってきた近侍のマリーカ・フォン・フォイエルバッハがヒルダ達の所在をケスラーに教え、ケスラーは単身乗り込んで暗殺犯を射殺し、ヒルダとアンネローゼを救い出した。だがその時、ヒルダに陣痛が発生しており、アンネローゼやマリーカに付き添われて病院に搬送された。19時40分、柊館が焼け落ち、事件は一応終息した。一方、22時50分、ヒルダが（後にアレクサンデル・ジークフリード・フォン・ローエングラムと名づけられる）男児を産んだ。
なお、この事件を通じて知り合ったケスラーとマリーカは、ヒルダが取り持つ形で交際を始め、2年後に結婚している。

#### エフライム街の戦闘
宇宙暦801年/新帝国暦3年5月17日～18日。憲兵隊による地球教の活動根拠地の制圧。
柊館事件で逮捕した地球教徒に対し、憲兵隊は自白剤を使った尋問を行い、フェザーンでの活動根拠地がエフライム街40番地にある事、ヒルダと皇子のいるフェザーン医科大学付属病院の襲撃を企てていることを突き止めた。ケスラーが率いる武装憲兵10個中隊が包囲し、17日22時に戦闘が開始され、18日1時30分に戦闘が終了した。ケスラーいわく「美の一分子もない」死闘の果て、地球教徒224名のうち死亡221名（うち29名が服毒自殺）、重傷3名。憲兵隊側も27名の死亡者を出している。

### シヴァ星域会戦
宇宙暦801年/新帝国暦3年5月29日～6月1日。
民間宇宙船ニュー・センチュリー号に端を発する遭遇戦によって始まったイゼルローン革命軍と帝国軍本隊との戦闘。物語上の帝国側対共和主義者という図式の戦いはこれが最後となる。この戦いの後、イゼルローン共和政府とローエングラム王朝との間で和平交渉が行われ、イゼルローン要塞の明け渡しやバーラト星系の自治などが合意に至った。また、帝国側の主人公ラインハルトの生涯最後の戦いでもある。

#### 前哨戦
5月末、亡命者900名を乗せた民間宇宙船ニュー・センチュリー号がイゼルローン回廊に入る直前、動力部に異常が発生して救援信号を発した。信号は両軍を呼び寄せ、結果として戦闘が開始された。
当初はイゼルローン軍約2,000隻と、それより少ない帝国軍の警備部隊との小競り合いで始まったが、ドロイゼン艦隊数千隻が援軍に駆けつけ、一方のイゼルローン軍も要塞に援軍を求めた。戦闘開始2時間後にドロイゼンは戦略的価値を見出せない事を悟って艦隊を撤退させたが、イゼルローン軍が反転撤退出来ないように追撃の姿勢を解かなかったため、イゼルローン軍はその場に留まらざるをえなかった。一方、ハイネセンに駐留していた帝国本隊にこの戦いが報告され、ラインハルトは自ら進発する事を宣言した。

#### 本戦
戦闘開始は5月29日8時50分。帝国軍の兵力は艦艇5万1700隻/将兵584万2400人、イゼルローン軍は9,800隻/56万7200人。戦闘開始15分後にイゼルローン軍は撤退を開始したが、帝国軍はそれはトゥールハンマーの射程に引きずり込む罠だと承知しており、戦局は一進一退を繰り返す形となった。
イゼルローン軍はヤン亡き後に多数の脱落者が発生したダメージから脱却しきっておらず、人手不足に陥っていた。そのため、相当な数の艦艇を無人操作による形だけの運用を行わざるを得ない状況で、実戦力はさらに乏しかった。しかし帝国軍の方も、この時点で総指揮官のラインハルトが体調不良に陥っており、軍の動きが鈍重になっていたため、かろうじて戦線が保たれていた。この状態に限界を感じていたビッテンフェルトは、30日23時30分に猛進を開始し、イゼルローン軍左翼のアッテンボロー分艦隊に損害を与えた。これにより、イゼルローン軍は一旦撤退する様子を見せ、ビッテンフェルトは31日2時40分にラインハルトに追撃を具申した。仮眠中だったラインハルトはベッドから起きたが、艦橋に入った途端に昏倒してしまうほど、病状は深刻だった。
大本営幕僚総監のメックリンガーは事の重大性を踏まえて事態の秘匿を謀ったが、艦隊司令長官のミッターマイヤーが乗りこんでいるベイオウルフだけには報告を入れた。ミッターマイヤーは通信の封鎖を大本営に要請した。
だが、すでにポプランがスパルタニアンの通信回路に入ってきた「皇帝、不予（貴人の病気を指す雅語）」の報をユリアンに知らせていた。ユリアンもまた愕然としつつ、知らせて来たポプランとシェーンコップ、メルカッツ、アッテンボローを集めて会議を開いた。ユリアンはこのまま撤退しても帝国艦隊は追撃して来ないだろう（すなわちトゥールハンマーの射程に誘い込むのは不可能）、そして再戦の機会があってもその時も状況は今より不利になるであろうとして、「この機に乗じて強襲揚陸艦でブリュンヒルトに乗り込み、ラインハルトを倒す」というシェーンコップの提案を採択した。そしてユリアンは自らも乗り込んでラインハルトに直談判する事を決め、ポプランとマシュンゴが同行した。
6月1日1時、イゼルローン軍はメルカッツとアッテンボローによる艦隊運用と、ユリアンによる無人艦隊の自爆撹乱というヤン直伝の奇策で帝国軍前衛部隊の態勢を崩し、そこから強襲揚陸艦イストリアを突入させ、1時55分、ブリュンヒルトにユリアン達とローゼンリッターを送り込んだ。
この時ユリアンの顔を知っていたミュラーが、敵主将自らの突入という非常事態に気づいたが、ラインハルトは「そのミンツなる者に予の元まで自力でたどり着くだけの力があるのなら、会談に応じてもよい。それだけの力もないのなら、何を要求する資格もない」と一切の手出しを禁じた。
一方、ブリュンヒルトを巻き添えにすることを恐れて手出しも救援もできない帝国艦隊は、その腹いせにイゼルローン軍への総攻撃を開始。その砲火はついにメルカッツの乗艦ヒューベリオンを捕らえ、メルカッツはついに望んでいた死に場所を得た。そしてブリュンヒルト艦内ではユリアンとポプラン、マシュンゴはラインハルトの元に向かい、ローゼンリッターが居残って追撃を防ぐことになった。だがその追撃は激烈を極め、屍山血河の中で一瞬の油断を突かれたシェーンコップもまたこの世を去った。さらにマシュンゴがユリアンを庇って銃撃を受け戦死し、ポプランは立ちはだかる親衛隊長キスリングと一騎討ちをしながらユリアンに前進を促した。
そしてユリアンはついにただ一人となり、それでもなお吶喊してラインハルトの居室に進み入り、ミッターマイヤーとミュラーが見守る中、ラインハルトに交渉の用意がある事を告げつつ失神した。ラインハルトはミッターマイヤーに戦闘停止を告げさせ、戦闘は終結した。結局、シェーンコップ、メルカッツ、マシュンゴらを含めてイゼルローン軍は参加者52万人の内20万人余の戦死者を出した（なお、この6月1日はヤン・ウェンリーの命日でもある）。帝国軍は主要提督の戦死は無かったが、ラインハルトが不治の病に侵されている事が知らされた。

### ルビンスキーの火祭り
宇宙暦801年/新帝国暦3年6月13日～3日間。ハイネセン・ポリスで発生した爆破炎上事件。後日判明した犯人の名前から、一般的な俗称として広まった。
13日20時に、脳腫瘍で市内の病院に入院していたアドリアン・ルビンスキーが、自ら生命維持装置を外して死に至った。その途端、地下で大規模な爆発が発生、旧同盟の最高評議会ビルが崩壊したのを始め多くのビルが倒壊した。同時に市内各処で火災が発生し、3日間に渡って炎上が続いた。市街地の30パーセントが焼失し、死者及び行方不明者は5000人をこえた。また、仮設大本営が置かれていた国立美術館も火災をまぬがれず、ビッテンフェルト達が避難を嫌がるラインハルトを無理やり救出したが、美術品の搬出には全く関心を示さなかったため、その後、メックリンガーから暗に非難された。
一方、オーベルシュタインが憲兵隊に不審人物を検挙させたが、その中にドミニク・サン・ピエールがいたため尋問を始めた。ドミニクは、この事件がルビンスキーによるラインハルトの殺害を狙ったテロである事を白状し、事件の真相が明白になった。

### 仮皇宮の戦闘
宇宙暦801年/新帝国暦3年7月26日、南下する温帯低気圧と北上する熱帯低気圧が合体中で大嵐中のフェザーンのヴェルゼーデ仮皇宮で発生したテロ事件（この気象条件は戦闘に一定の影響をもたらした）。この日、ラインハルトが危篤状態に陥っており、アンネローゼ、帝国の提督達、及びユリアン一行が仮皇宮に集められていた。なお、ミッターマイヤーだけは、家族を連れてきて欲しいというラインハルトとヒルダの頼みにより、仮皇宮を離れていた。
7月8日に正体が発覚したレオポルド・シューマッハの証言から、地球教徒の残党グループ約30名がラインハルトの命を狙っている事が判明し、オーベルシュタインに報告された。オーベルシュタインはそれを逆用して、偽情報を流して残党グループがヴェルゼーデ仮皇宮を襲撃するように仕向け、一網打尽にする事を謀った。ラインハルトを囮にするという方策を聞かされた提督達は（それでなくてもラインハルトの病状に精神状態が不安定だった事もあって）激高したが、既に事態は動いており、まず襲撃に対処する必要があった。
20時15分、ケスラーの部下が最初の一人を射殺し、同時にユリアン達も動き始めた。当初、彼らは武器を持っていなかったが、射殺された地球教徒を発見してアッテンボローがブラスターを手に入れ、さらにそれで別の地球教徒を撃退して武器を手に入れた（OVA版では、この地球教徒が2丁の銃を持っていたので、ここでユリアンとポプランも武器を手にしている）。
20時25分、ある一室が爆破され、在室していたオーベルシュタインが死に至る重傷を負った（後日の証言によると、地球教徒はこの部屋にラインハルトがいると信じ込んでいた。オーベルシュタインが自ら囮になったのかどうかは不明）。この直後、地球教徒の1グループが逃げようとする所をユリアン達が追撃し、足止めした一人を除いて射殺したが、その一人がド・ヴィリエだった。相手がヤンの仇だと気が付いたユリアンは、乱心した様子でド・ヴィリエを射殺したが、その直後に帝国軍の兵士達が現れたため、ユリアン達は武器を放棄して戦闘継続を断念した（OVA版では、ワーレンがこの帝国軍の兵士達を引き連れており、ユリアン達とは早急な意思の疎通が成立している）。
戦闘後、嵐による出水で帰還中の地上車が足止めされていたミッターマイヤーが家族を伴って仮皇宮に戻ってきた。そして23時29分、ラインハルトが崩御し、直後、ミッターマイヤー夫妻は深夜の仮皇宮の庭に出て、エヴァンゼリンに抱きかかえられたフェリックスが繚乱たる星空（低気圧（戦乱の時代の比喩とも）は通過済で空が晴れていた）に向かって手を上げ自覚せず星を掴み取る動作をし、それは作者によって、紛れもなくこの作品全体が示した「人類全体の歴史を貫流する」情感の一つの表れの動作として読者に明示されて、宇宙暦801年/新帝国暦3年7月27日午前0時(トクマ・ノベルズ版作者あとがきによる)、3人は仮皇宮に戻り、かくして宇宙暦796年/帝国暦487年2月のアスターテ会戦からおよそ5年半にわたった本篇は壮麗に締めくくられる。